# Paraíba
A Paraíba é uma das 27 unidades federativas do Brasil, localizada a leste da Região Nordeste. Seu território é dividido em 223 municípios e apresenta uma área de 56 467,242 km², sendo um pouco menor que a Croácia. Banhada a leste pelo Oceano Atlântico, limita-se a norte com o Rio Grande do Norte, a sul com Pernambuco e a oeste com o Ceará. Com quase quatro milhões de habitantes, a Paraíba é o 13º estado mais populoso do Brasil. A capital e município mais populoso é João Pessoa, onde fica a Ponta do Seixas, o ponto extremo leste das Américas.
Antes da colonização portuguesa, a Paraíba foi habitada por várias tribos indígenas. Em 1534, foi subordinada à Capitania de Itamaracá, adquirindo autonomia política em 1574 com a criação da Capitania da Paraíba, anexada a Pernambuco em 1756 e recuperando sua autonomia em 1799, existindo como unidade política separada desde então. No ano de 1930, Getúlio Vargas indicou o presidente do estado (hoje governador), João Pessoa Cavalcanti de Albuquerque, como vice-presidente do Brasil. O assassinato de João Pessoa por João Duarte Dantas foi o estopim para a Revolução de 1930 e o fim da República Velha.
A Paraíba é berço de brasileiros notórios, como Epitácio Pessoa, Pedro Américo, Assis Chateaubriand, Celso Furtado, Ariano Suassuna, Augusto dos Anjos, José Américo de Almeida, José Lins do Rêgo, dentre outros.

## Etimologia

Do tupi pará (rio), + aíb (ruim) + o sufixo -a, formando o que na gramática do tupi é conhecido como uma composição atributiva. O -a ao final é o sufixo substantivador, e não faz parte do adjetivo aíb.

A raiz etimológica de maior aceitação é a que considera as palavras de língua tupi pará (rio ou mar) + aíb (ruim) + o sufixo substantivador -a, originando, desse modo, o topônimo Paraíba, atribuído inicialmente ao principal rio da região, e que significa "rio ruim" (no sentido de ruim para navegar).
O geógrafo e governador da capitania da Paraíba Elias Herckmans confirma essa versão em sua obra «Descrição geral da Capitania da Paraíba», de 1639, dizendo que os mais entendidos da língua nativa se referiam à estreita boca do canal que dificultava ao invasor conquistar na primeira expedição e de cara visto que bastavam duas baterias de canhão em cada margem para abater os navios pretendentes, fora já um rochedo que havia e que aparece nos mapas antigos, mas foi dinamitado por razões portuárias nas últimas décadas do século XX. Depois, tal potamônimo passou a designar também a capitania, que se elevou à categoria de província em 1822, sendo, em seguida, transformada em estado em 1889.

## História

### Povos indígenas
Antes do descobrimento do Brasil, o território que hoje corresponde à Paraíba possuía inúmeras tribos indígenas. Entre o litoral e a região do Planalto da Borborema, os principais grupos indígenas eram os potiguaras, que habitavam em especial as margens do rio São Domingos, atual Rio Paraíba. Entre as tribos que habitavam desde a região da Borborema até o sertão, estão os índios cariris e os ariús.

### Colonização e conquista

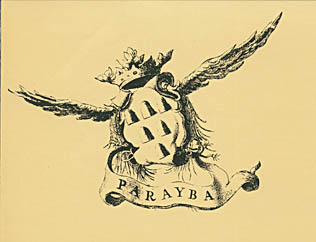
Brasão da Capitania da Paraíba

Em 1534, o rei de Portugal D. João III divide a colônia em capitanias hereditárias, sendo a Paraíba subordinada à Capitania de Itamaracá, cujos limites iam desde o rio Guaju, próximo à divisa com o atual estado do Rio Grande do Norte, até o rio Goiana, localizado na divisa com Pernambuco. Porém, diferente da vizinha capitania de Pernambuco, a situação de Itamaracá não era tranquila, devido ao comércio entre os indígenas locais e os franceses, os quais adquiriam riquezas da terra, como pau-brasil, âmbar, peles de animais e óleos vegetais.
Na capitania se fixaram alguns conventos e igrejas, bem como engenhos de açúcar. Um deles, o engenho Tracunhaém de propriedade de Diogo Dias, foi destruído no ano de 1574 por indígenas potiguaras, que também mataram seus moradores e forçaram os colonos residentes a se fixarem na Ilha de Itamaracá, ocasionando o ataque ao engenho Tracunhaém. A repercussão por parte da corte em Lisboa foi enorme e, para tranquilizar a situação, o rei criou a Capitania Real da Paraíba, subordinada diretamente à Coroa Portuguesa. Esse acontecimento foi também o estopim da Guerra dos Potiguaras, que durou 25 anos.
Embora criada em 1574, a capitania da Paraíba só foi ocupada onze anos depois. Luís de Brito foi nomeado para ser o governador-geral da capitania recém-criada e recebeu do rei português a ordem de punir os responsáveis pelo ataque do engenho e fundar uma nova cidade para abrigar a sede do governo, dando origens a cinco expedições com o propósito de conquistar a capitania, sendo as quatro primeiras terminadas em fracasso. Para repelir os invasores franceses, foi construído em 1584 o forte de São Tiago, na margem direita do rio Paraíba.

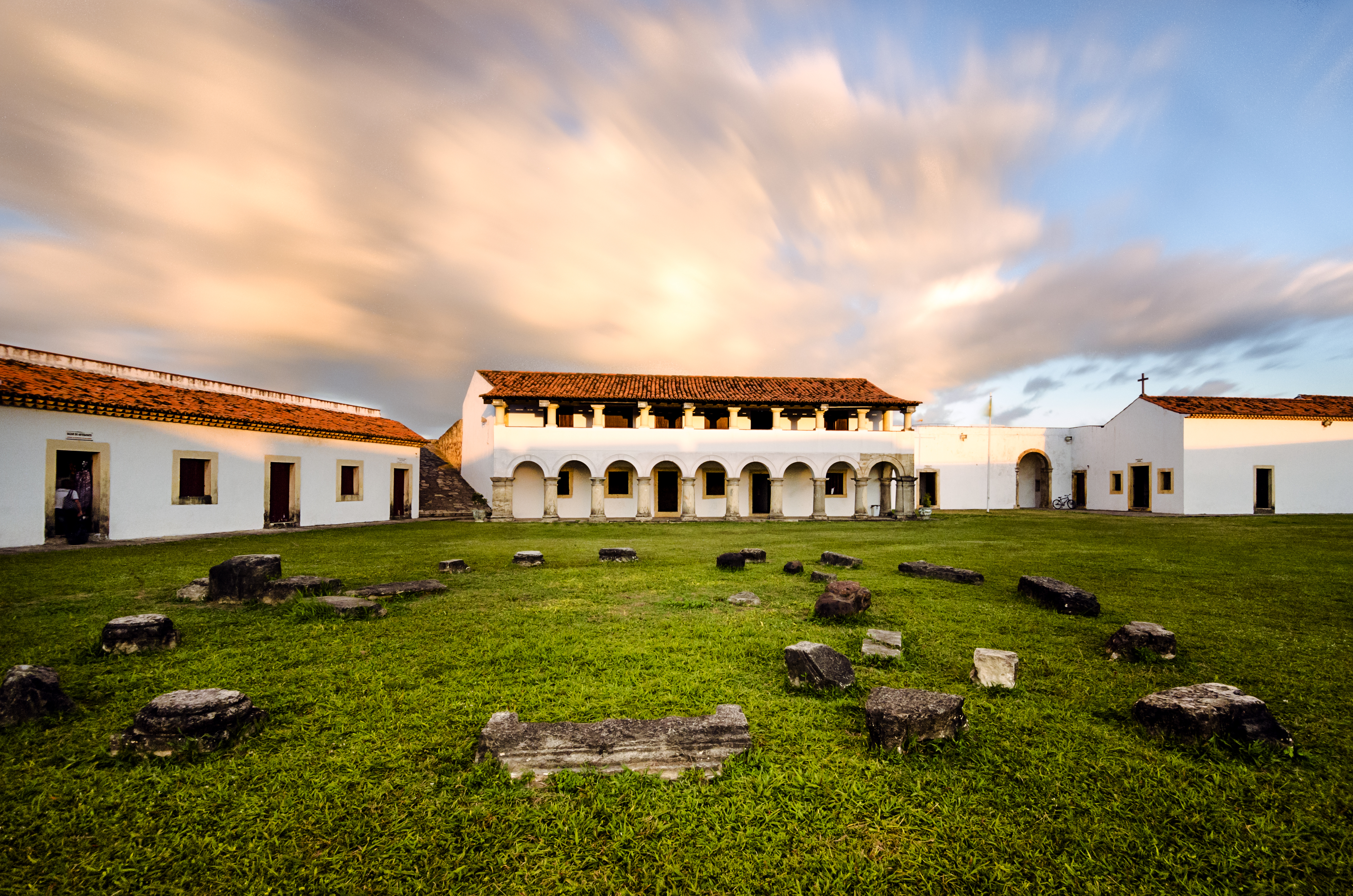
Interior da Fortaleza de Santa Catarina, em Cabedelo

A quinta expedição foi comandada por Martim Leitão, ouvidor-geral de Olinda, contando também com a participação de Frutuoso Barbosa e João Tavares. À época, o litoral paraibano era habitado pelos índios potiguaras, tendo como principais rivais os tabajaras, comandados por Piragibe e originários do médio São Francisco e que, devido a secas que assolavam a região, deslocaram-se para as proximidades do litoral da Paraíba. Os tabajaras se juntaram aos colonos portugueses e, oferecendo-lhes apoio militar, conseguiram expulsar os índios potiguaras, acontecendo assim a conquista da Paraíba e sendo fundada, em 5 de agosto de 1585, a cidade de Nossa Senhora das Neves (atual João Pessoa).
Em 10 de janeiro de 1586, tem-se registro a primeira sesmaria da Paraíba, que se localizava próximo à foz do rio homônimo. Na margem direita da foz desse rio, foi construído, no mesmo ano, a Fortaleza de Santa Catarina, para efetivar assim a colonização da Paraíba e garantir o controle das terras.
Em 1599, foi selada a paz entre os portugueses e potiguaras, fator que, junto com a conquista do Rio Grande do Norte, consolidou a conquista e colonização da Paraíba. O litoral e a Zona da Mata paraibano foram ocupados pela cultura canavieira. Essas áreas também foram ocupadas pela criação de gado, mas, devido à pouca demanda, o número de cabeças de gado na Paraíba se multiplicou.

### Invasão holandesa
A primeira aparição dos holandeses em terras paraibanas aconteceu em 20 de junho de 1625. Após expulsão dos holandeses de Salvador a 1.º de maio, no caminho de volta a Amsterdã, o almirante Boudewijn Hendricksz desembarcou seus navios em Baía da Traição para tratar os enfermos e enterrar 700 mortos. Logo que chegou, Hendricksz tratou de fazer aliança com os potiguares, prometendo-lhes proteção em troca de serviços contra os portugueses. Tão cedo soube do aporte dos holandeses, o governador-geral paraibano, Antônio de Albuquerque, enviou tropas para expulsar os invasores. Comandados por Francisco Coelho de Carvalho, com gente da Capitania da Paraíba e da Capitania de Pernambuco, e por Antônio de Albuquerque de Melo, com gente da Capitania do Rio Grande, totalizando sete companhias de emboscadas, e auxiliados por 300 índios, os portugueses repeliram os holandeses em 1.º de agosto. Na batalha sangrenta, os índios potiguares aliados dos holandeses foram exterminados, na morte de 600 a milhares entre homens, mulheres e crianças. Derrotado, Hendricksz partiu da Paraíba rumo a Porto Rico.

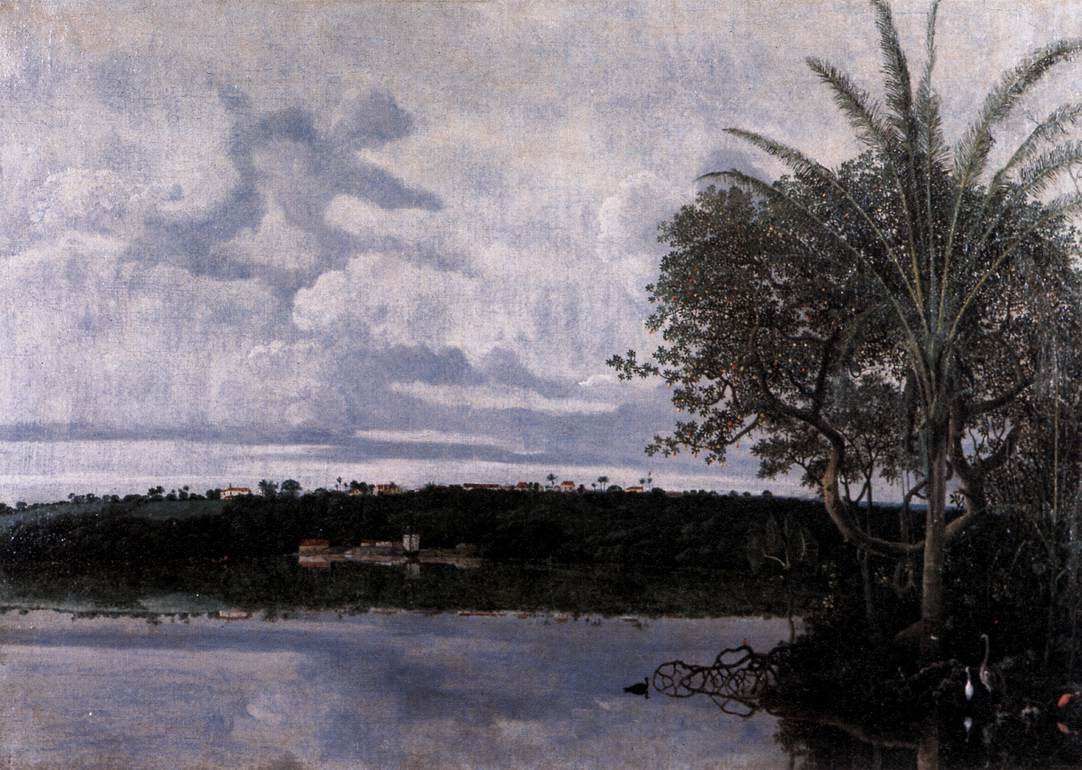
Frederiksstad, atual João Pessoa, em 1638, por Frans Post

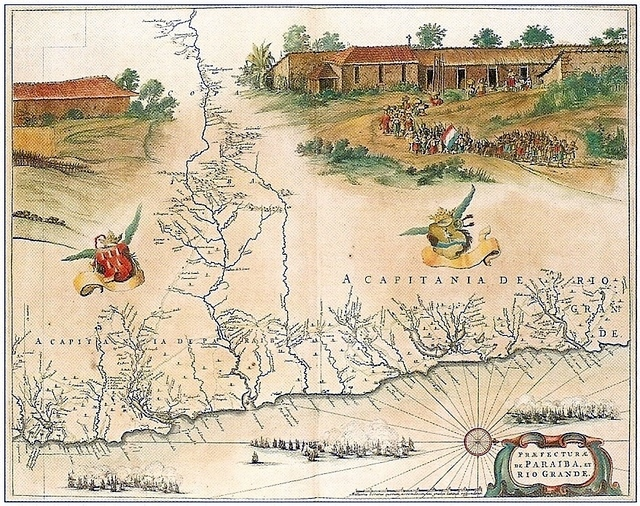
Mapa da Paraíba e do Rio Grande do Norte, 1643

Em 5 de dezembro de 1632, 1,6 mil batavos chegaram à Paraíba, comandados por Callenfels. Ocorreu um verdadeiro tiroteio e os holandeses ergueram trincheiras em frente ao forte de Santa Catarina, mesmo assim foram derrotados, após a chegada de homens enviados pelo governador-geral à cidade de Nossa Senhora das Neves. Os brasileiros também tentaram construir uma trincheira em frente ao mesmo forte, mas logo enfrentaram resistência holandesa. Sem capacidade de vencer, os invasores se retiraram do local e fugiram para Pernambuco. Os invasores holandeses decidiram ir em direção ao Rio Grande do Norte e atacá-lo, contudo, tal ataque foi impedido. Os invasores voltaram para a Paraíba para atacar o Forte de Santo Antônio, porém desistiram devido à construção de uma trincheira nesse forte, seguindo diretamente para Cabo de Santo Agostinho, em Pernambuco.
Em 25 de novembro de 1634, ocorreu uma nova tentativa de ataque com a chegada de uma esquadra de 29 navios à costa paraibana e, no dia 4 de dezembro, os invasores chegaram ao norte do Jaguaribe, onde prenderam o governador (que conseguiu escapar mais tarde) e mais dois brasileiros. No dia seguinte, já em direção a Cabedelo, os batavos foram conseguindo se fortificar. Enquanto várias propriedades eram furtadas por Callabar, Antônio de Albuquerque Maranhão, filho de Jerônimo de Albuquerque Maranhão (que conquistou o Maranhão no início do século XVII) enviou à Paraíba vários combatentes para repelir os holandeses, contando com ajudas de Pernambuco e Rio Grande do Norte. Mesmo com a chegada com conde Bagnuolo para tentar ajudar os paraibanos, estes já se encontravam muito enfraquecidos, razão pelo qual entregaram os fortes de Santa Catarina e Santo Antônio. O conde decidiu abandonar a Paraíba e fugiu para Pernambuco.
As tropas comandadas por Antônio de Albuquerque, contando com apoio da população local, tentaram fundar o Arraial do Engenho Velho. Os holandeses se dirigiram então à cidade de Filipeia de Nossa Senhora das Neves, em busca de Antônio de Albuquerque, que não foi localizado, e encontraram a cidade praticamente abandonada e vazia. Somente algum tempo depois, o comandante e líder das tropas holandesas encontrou Duarte Gomes, que foi preso por Antônio de Albuquerque e mandado em direção ao Arraial do Bom Jesus, sendo posteriormente libertado pelos invasores. A população local ainda possuía o desejo de expulsar todos os holandeses de suas terras. Em duas tentativas, ambas sob a liderança de André Vidal de Negreiros, os paraibanos conseguiram, primeiramente, vencer os invasores, no engenho do Espírito Santo e, em outra tentativa, novos homens foram contratados e treinados para poder repelir os holandeses. Em Timbiri, os paraibanos se reuniram e caminharam em direção ao engenho de Santo André, local em que foram atacados pelas tropas de Paulo Linge. Depois de vários combates e lutas, mais de oitenta paraibanos foram dizimados, incluindo o capitão Francisco Leitão.

### Conquista do interior e autonomia

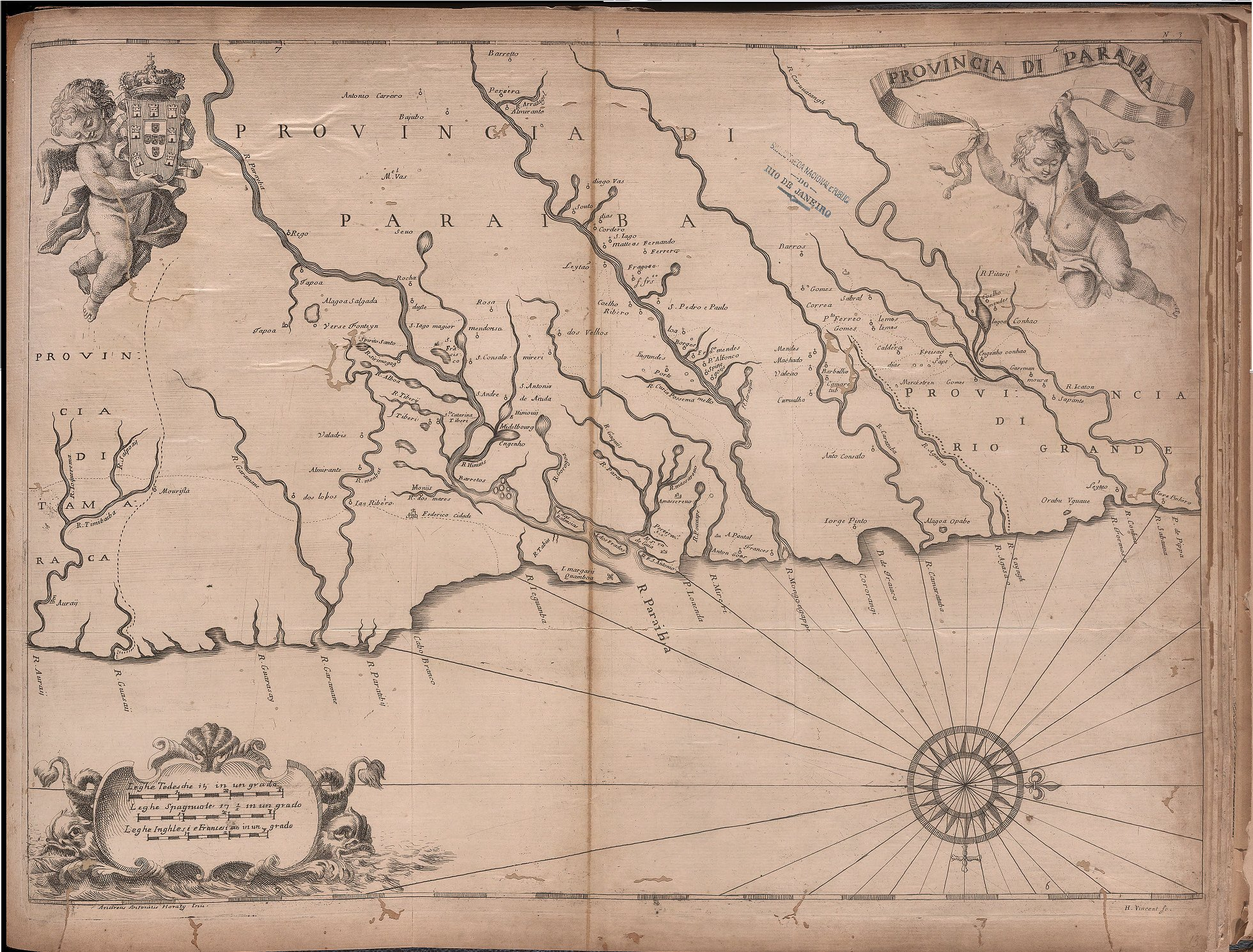
Mapa da Paraíba em 1698

Após o contexto das invasões holandesas, a economia canavieira se viu arrasada. As plantações de cana-de-açúcar no litoral foram incendiadas, fazendo com que a produção do açúcar diminuísse consideravelmente. Nos dez anos seguintes, os governantes da Paraíba não conseguiram recuperar a economia canavieira. Até 1670, a ocupação do espaço paraibano se restringia apenas ao litoral. A partir de então deu-se início à ocupação do interior, em duas direções: uma do litoral ao sertão, comandada pela família Oliveira Ledo, responsável pela fundação de vários povoados, hoje municípios; outra, mais importante, partia do sertão do São Francisco, na Bahia, e prosseguiu na direção norte, chegando ao interior paraibano.
A brutalidade da conquista, a escravização e os massacres de indígenas na colonização do interior da Paraíba resultaram na chamada Guerra dos Bárbaros, que perdurou por vários anos, entre os colonos e os principais grupos indígenas que habitavam a região, como os caicós, os icós, os janduís e sucurus.
A conquista do interior também foi realizada por meio das missões de catequese, que objetivavam, principalmente, a catequização dos índios. Entre os principais missionários, um dos mais importantes é o sacerdote Martim Nantes, fundador da vila de Pilar. Outros nomes que também tiveram importância no projeto de conquista e colonização do interior foram o Luís Soares e Elias Herckmans, este último que, juntamente com Manuel Rodrigues, estabeleceu-se na região em busca de minas de ouro, principalmente na Serra da Borborema, além de Francisco Dias D’Ávila, fundador da Casa da Torre.
Em 1º de janeiro de 1756, a capitania da Paraíba foi extinta e anexada a Pernambuco, tornando-se novamente independente em 11 de janeiro de 1799. Em 1818, a porção norte do território paraibano foi desmembrada, através de Carta Régia, e formou o território que viria a ser o atual estado do Rio Grande do Norte.

### Movimentos liberais e império

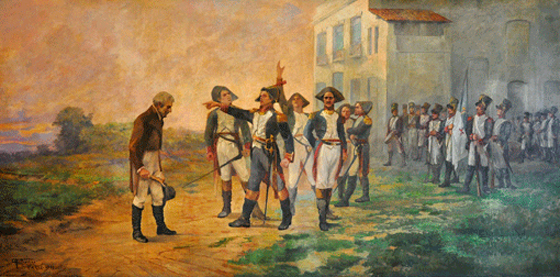
José Peregrino, um dos mártires da Revolução Pernambucana, foi enforcado e esquartejado com dezenove anos incompletos, e sua cabeça e suas mãos foram enviadas à Paraíba. Óleo sobre tela de Antônio Parreiras, no Palácio da Redenção.

Ao longo de sua história, a Paraíba participou de várias revoltas. No período colonial, destaca-se a Revolução Pernambucana de 1817, que surgiu baseada na independência dos Estados Unidos e nos ideais da Revolução Francesa, visando tornar o Brasil um país independente. De Pernambuco, a revolução se espalhou por todo o Nordeste. Na Paraíba, o movimento entrou por Itabaiana e seguiu em direção a Areia, estendendo-se por diversas outras localidades do agreste, sertão e litoral. Participaram Amaro Gomes Coutinho, Francisco José da Silveira, José Peregrino, Padre Antônio Pereira, Inácio de Albuquerque Maranhão, entre outros revoltosos. O desfecho do movimento não obteve êxito, contudo a luta pela independência prosseguiu. Os cinco anos seguintes (1818–1822) foram marcados por acirramentos entre duas facções rivais, os cajás, revolucionários, também chamados de patriotas, e os carambolas (realistas), contrarrevolucionários.
Em 1822, com a independência do Brasil a Paraíba tornou-se uma província do Império do Brasil e D. Pedro I é aclamado imperador do país. Dois anos depois, a Paraíba se envolve na Confederação do Equador, que iniciou em Pernambuco e representou a principal reação contra a tendência monarquista e a política centralizadora de D. Pedro I esboçada na primeira constituição brasileira, outorgada em março de 1824. Seu principal líder foi o frei Joaquim do Amor Divino Caneca, apelidado de Frei Caneca, que de Recife se deslocou a Itabaiana e se juntou ao areiense Félix Antônio. De lá, percorreram partes da Paraíba, Pernambuco, Rio Grande do Norte e Ceará, em defesa dos seus ideais federalistas e nacionalistas. Do Ceará, foram mandados para Recife para serem fuzilados, mas apenas Frei Caneca acabou morto pelas tropas imperiais, enquanto Félix Antônio conseguiu fugir.
Entre o final de 1848 e 1849, ocorreu, sem sucesso, a Revolta Praieira, cujo palco foi novamente Pernambuco. Durou cerca de cinco meses, tendo seus ideais inspirados pelas revoluções ocorridas em 1848 na Europa. A Revolta Praieira chegou à Paraíba em fevereiro de 1849, liderada por Maximiano Machado e Borges da Fonseca, e reivindicava várias reformas sociais e econômicas, como a divisão latifundiária, a instalação de um regime democrático e a liberdade de imprensa. Três anos depois, em 1851, a Paraíba, juntamente com suas províncias vizinhas, envolveu-se em mais uma revolta, intitulada Ronco da Abelha, que objetivava controlar os trabalhadores livres, na época da diminuição do tráfico de escravos. Entre os meses de outubro e dezembro de 1874, participou da Revolta do Quebra-Quilos, ocorrida após a substituição do sistema de pesos e medida vigente no país; a revolta na Paraíba teve como principal palco localidades do agreste sido caracterizada por diversos atos de violência, ao mesmo tempo, em que era desencadeada a questão religiosa. A Paraíba participou ainda da Guerra do Paraguai, com um efetivo de três mil homens.
Em 1860, a Paraíba tinha uma população de aproximadamente 212 mil habitantes e sofria com sérios problemas de saúde pública e epidemias de doenças, como cólera e febre amarela, sendo uma das principais causas o precário abastecimento de água. Em 1877, a província foi atingida por uma grande seca, a mais grave da história, acentuando a pobreza e provocando consequentemente uma migração populacional do interior para o litoral.

### República Velha
Em novembro de 1889, após a queda do regime monárquico e a consequente instituição da república no Brasil, a Paraíba, assim como as outras províncias, transformou-se em estado da federação. Venâncio Neiva foi o primeiro presidente (hoje governador) do estado, entre 1889 e 1891, quando foi deposto, assumindo em seu lugar um triunvirato. Em 1892, foi nomeado pelo Presidente da República Floriano Peixoto para o cargo de Presidente do Estado da Paraíba Álvaro Machado e, nos vinte anos seguintes, este foi o principal nome da política paraibana, sendo o estado governado pelo próprio Álvaro ou por aliados, período em que se construíram açudes no interior do estado, abriu-se o curtume a vapor em Itabaiana e a chegada da linha telegráfica até Alagoa Grande e Campina Grande. A oligarquia ligada a Álvaro Machado teve fim em 1912, com a morte de Machado.
Com o início da Primeira Guerra Mundial (1914-1918), a economia da Paraíba entrou em crise, principalmente devido à queda nas exportações do algodão, um dos principais produtos agrícolas do estado. Nessa época, tornou-se o principal nome político da Paraíba Epitácio Pessoa, egresso do Supremo Tribunal Federal, eleito Senador Federal e posteriormente Presidente da República, eleito em 1919, quando se encontrava na França, chefiando a delegação do Brasil na Conferência da Paz de Paris. Retornando ao Brasil, foi empossado na Presidência em 28 de julho de 1919, estando à frente do Executivo federal até 15 de novembro de 1922. Foi durante seu governo que o Brasil comemorou seu primeiro centenário de independência. Sob sua influência foram escolhidos os presidentes estaduais Castro Pinto (1912-15), Antônio da Silva Pessoa (1915-16), Francisco Camilo de Holanda (1916-20) e Sólon de Lucena (1920-24).

Mapa do Território de Princesa, que compreendia os atuais municípios de Princesa Isabel, São José de Princesa, Manaíra, Tavares, Juru e Água Branca

Entre os dias 5 e 12 de fevereiro de 1926, durante o governo do epitacista João Suassuna (1924-28), a Coluna Prestes, comandada por Luís Carlos Prestes, Miguel Costa e Juarez Távora, adentrou o território da Paraíba, percorrendo cidades do sertão, dentre elas Piancó onde, no dia 9 de fevereiro, o grupo enfrentou resistência da população, sob a liderança do padre Aristides Ferreira da Cruz, chefe político local e morto durante os confrontos, tornando-se um dos Mártires de Piancó. Nessa mesma época, o estado também teve destaque no cangaço, tendo Antônio Silvino, Chico Pereira e Virgulino Ferreira da Silva (o Lampião) como líderes de bandos que atuaram em Piancó e nas localidades de Cajazeiras, Guarabira e Sousa.
Em 1928, assumiu a governo da Paraíba o sobrinho do ex-presidente da República Epitácio Pessoa, João Pessoa Cavalcanti de Albuquerque. Em seu governo, grupos de cangaceiros que atuavam no interior do estado foram perseguidos e as oligarquias foram combatidas, fato que gerou descontentamento aos coronéis latifundiários locais, sendo o principal deles José Pereira Lima, líder político na região do atual município de Princesa Isabel. Com a invasão da Vila do Teixeira pela polícia paraibana e a iminente invasão a Princesa Isabel, o coronel José Pereira estabeleceu o Território de Princesa, proclamando sua independência da Paraíba. O novo território, subordinado diretamente ao governo federal, foi estabelecido em 28 de fevereiro de 1930. No dia seguinte, ocorreria a eleição nacional para a Presidência da República, que tinha João Pessoa como candidato a vice-presidente na chapa de Getúlio Vargas, com o apoio da Aliança Liberal, criada pela Paraíba junto com Minas Gerais e Rio Grande do Sul no ano anterior. A chapa, porém, foi derrotada por Júlio Prestes e Vital Soares.

### Revolução de 1930-presente

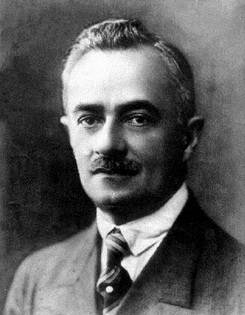
João Pessoa Cavalcanti de Albuquerque, presidente do estado da Paraíba entre 1928 e 1930, ano em que foi assassinado

Em 26 de julho de 1930, em uma confeitaria de Recife, João Pessoa foi assassinado por João Duarte Dantas, assumindo, em seu lugar Álvaro Pereira de Carvalho. A morte de João Pessoa, um dos estopins da Revolução de 1930, gerou grande comoção nacional e provocou o enfraquecimento do movimento armado no Território de Princesa, que voltou a fazer parte da Paraíba em 11 de agosto de 1930, quatro dias após o corpo do ex-presidente João Pessoa ser sepultado na cidade do Rio de Janeiro. Em 4 de setembro seguinte, a capital estadual passou a se chamar João Pessoa e, três semanas depois, é adotada a atual bandeira da Paraíba.
Em outubro de 1930, eclodiu o movimento conhecido como Revolução de 1930, que levou Getúlio Vargas à Presidência do Brasil. Durante a Era Vargas, a Paraíba foi governada por interventores federais: Antenor de França Navarro (1930-32), Gratuliano da Costa Brito (1932-35), Argemiro de Figueiredo (1935-40) e Rui Carneiro (1940-45). A década de 1930 na Paraíba foi marcada pelo plano de urbanização da capital e a introdução da cultura do sisal. Na primeira metade da década de 1940, foram descobertos minérios necessários para a indústria bélica no estado, no contexto da Segunda Guerra Mundial.  Somente em janeiro de 1947, a Paraíba voltou a realizar eleições diretas para governador, saindo vitorioso nesse pleito o candidato Osvaldo Trigueiro, que governou de 1947 a 1951.
A partir da década de 1960, os incentivos fiscais da Sudene geraram uma incipiente industrialização na Paraíba e obras de infraestrutura foram feitas. Na década de 1970, a energia vinda da Usina Hidrelétrica de Paulo Afonso espalhou-se pela Paraíba. Com a eclosão golpe militar de 1964, que resultou na instauração de uma ditadura militar, o governador Pedro Gondim teve seu mandato cassado e direitos políticos suspensos por dez anos, assumindo no lugar João Agripino Filho (1966-1971), que foi sucedido por Ernâni Sátiro (1971-1975), Ivan Bichara (1975-1979) e Tarcísio Burity (1979-1983), todos eleitos indiretamente, sendo os dois primeiros pela Assembleia Legislativa e o último através de um colégio eleitoral, sucedido pelo vice-governador Clóvis Cavalcanti em 1982 e 1983, ano em que ocorreu a eleição de Wilson Braga, de forma direta.

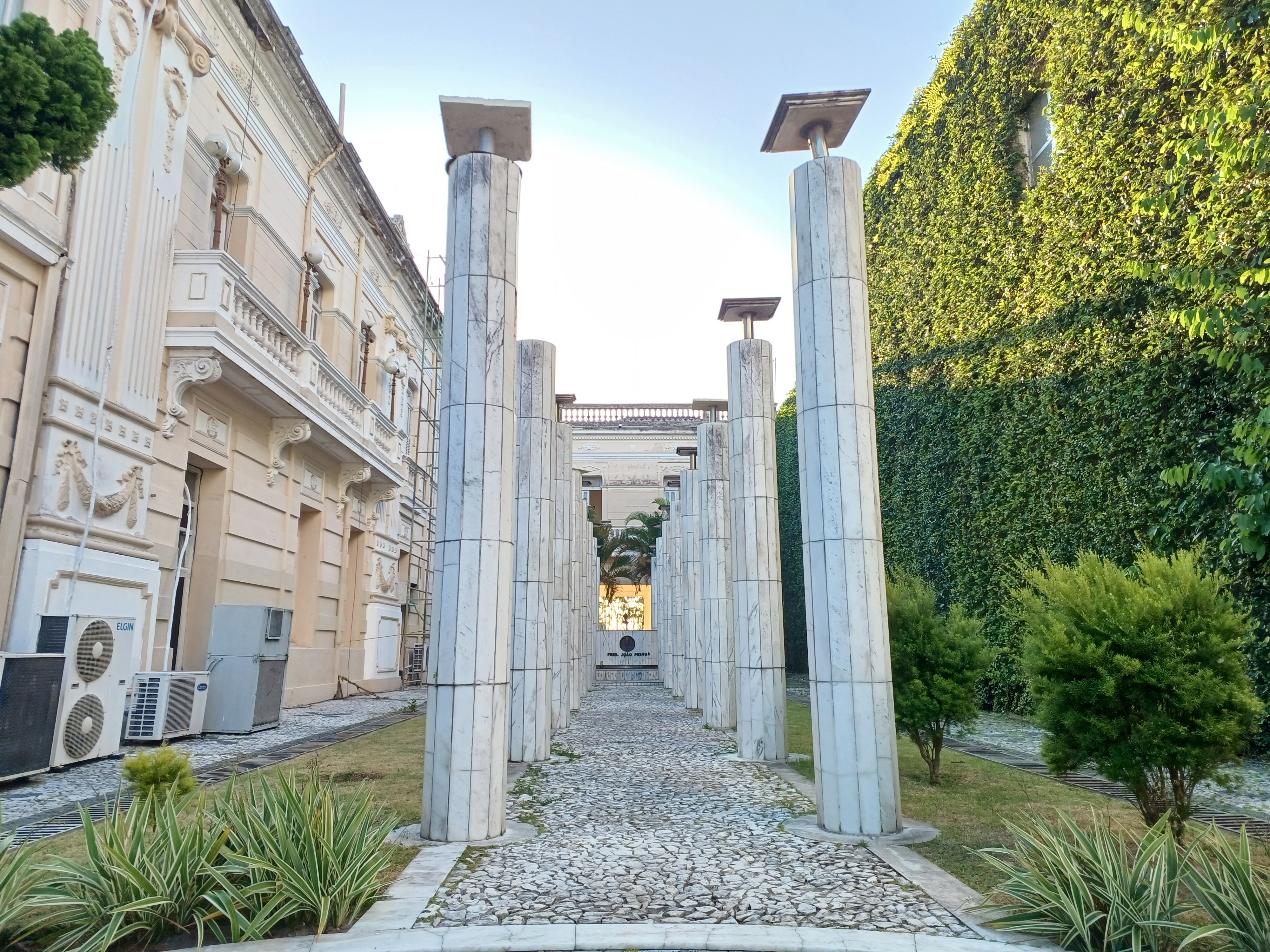
Mausoléu de João Pessoa, onde estão restos mortais do ex-presidente da Paraíba desde 1997

Burity voltou ao governo da Paraíba entre 1987 e 1991, sendo sucedido por Ronaldo Cunha Lima. Seu vice, Cícero Lucena, assumiu em 1994 com a renúncia do titular para se candidatar ao Senado. Nas eleições daquele ano, foi eleito o candidato Antônio Mariz, empossado em janeiro de 1995. No entanto, seu governo durou por pouco mais de oito meses, pois morreu no exercício do seu mandato, vítima de uma parada cardiorrespiratória, assumindo em seu lugar o vice José Maranhão. Em 1997, o corpo do ex-presidente João Pessoa é transferido do Rio de Janeiro para a capital paraibana, sendo sepultado em um mausoléu construído pelo governo estadual entre o Palácio da Redenção e a Faculdade de Direito da Paraíba. Maranhão foi reeleito em 1999 com votação bastante expressiva, superior a 80%, e governou até 2002, quando saiu para se candidatar ao Senado, obtendo êxito. Seu vice de chapa, Roberto Paulino, concluiu o mandato, sem conseguir se reeleger.
Cássio Cunha Lima, filho de Ronaldo Cunha Lima, foi empossado em 2003 e reeleito em 2006 para um segundo mandato que, no entanto, foi interrompido em 2009, após ter sua cassação confirmada em definitivo pelo Tribunal Superior Eleitoral (TSE). Assim, o segundo colocado nas eleições de 2006, José Maranhão, foi reconduzido ao governo da Paraíba. Em 2010, o ex-prefeito de João Pessoa Ricardo Coutinho vence Maranhão e se torna governador do estado em 2011, reelegendo-se em 2014 em segundo turno, contra o ex-governador Cássio Cunha Lima. Entre 2012 e 2017, a Paraíba enfrentaria a maior seca de sua história recente, que colocou mais de 90% dos municípios paraibanos em situação de emergência e provocou impactos tanto na agropecuária quanto no abastecimento de água, levando algumas cidades ao colapso hídrico. Em 2017, após anos em obras, o eixo leste da transposição do Rio São Francisco chega à Paraíba, pelo município de Monteiro. Em 2018, João Azevêdo é eleito em primeiro turno, obtendo sua reeleição no segundo turno das eleições estaduais de 2022.

## Geografia
Banhada a leste pelo Oceano Atlântico, o estado da Paraíba está localizado a leste da Região Nordeste, fazendo divisa com três estados da região: Rio Grande do Norte (norte), Pernambuco (sul) e Ceará (a oeste). A distância linear entre seus pontos extremos é de 263 quilômetros no sentido norte-sul e de 443 quilômetros no sentido leste-oeste. O ponto mais a leste da Paraíba, a Ponta do Seixas, em João Pessoa, é também o ponto mais oriental do Brasil e da América. Sua área territorial é de 56 467,242 km², sendo um dos menores estados do país.
Do território paraibano, 82% está entre 200 e 900 m de altitude e 18% abaixo de 200 m. O relevo da Paraíba varia desde planícies no litoral a depressões no sertão. No litoral há a planície litorânea e, no restante da zona da mata, os tabuleiros, formados a partir de acúmulos de terras que descem de localidades mais altas. No agreste, o relevo é formado por depressões situadas entre os tabuleiros e o Planalto da Borborema, com altitudes entre trezentos e oitocentos metros. Por último, no sertão, há a Depressão Sertaneja, a partir da Serra da Viração.
Mais da metade do território paraibano é dominado por rochas muito antigas e resistentes formadas durante o período Pré-Cambriano, há mais de 2,5 bilhões de anos. Desse período também se formaram alguns sítios arqueológicos do estado, como a Pedra do Ingá. Na Serra do Teixeira está localizado o Pico do Jabre, o ponto culminante da Paraíba com uma altitude de 1 208 metros acima do nível do mar. Outros pontos acima dos 1 000 m são as serras da Paula (1 147 m), Tabaquino (1 120 m), Pesa (1 084 m) e Cariris Velho (1 070 m).
Existem dezesseis classes de solo na Paraíba, sendo as principais os solos litólicos e os bruno não cálcicos, que constituem 39,11% e 25,95% da superfície estadual, respectivamente, seguido pelos solos podzólicos vermelho amarelo eutróficos (14,36%). Na nova classificação
os solos litólicos são chamados de neossolos e os demais os luvissolos. As demais classes são: regossolo (4,77%), solonetz solodizado (3,98%), vertissolo (3,39%), solos aluviais (3,38%), areia quatzosa (1,17%), planossolo (0,86%); cambissolo (0,84%), latossolo (0,6%), terra roxa estruturada (0,54%), podzol hidromórfico (0,49%), solo indiscriminado de mangue (0,26%), afloramento de rocha (0,26%) e gleissolo (0,04%).

### Hidrografia

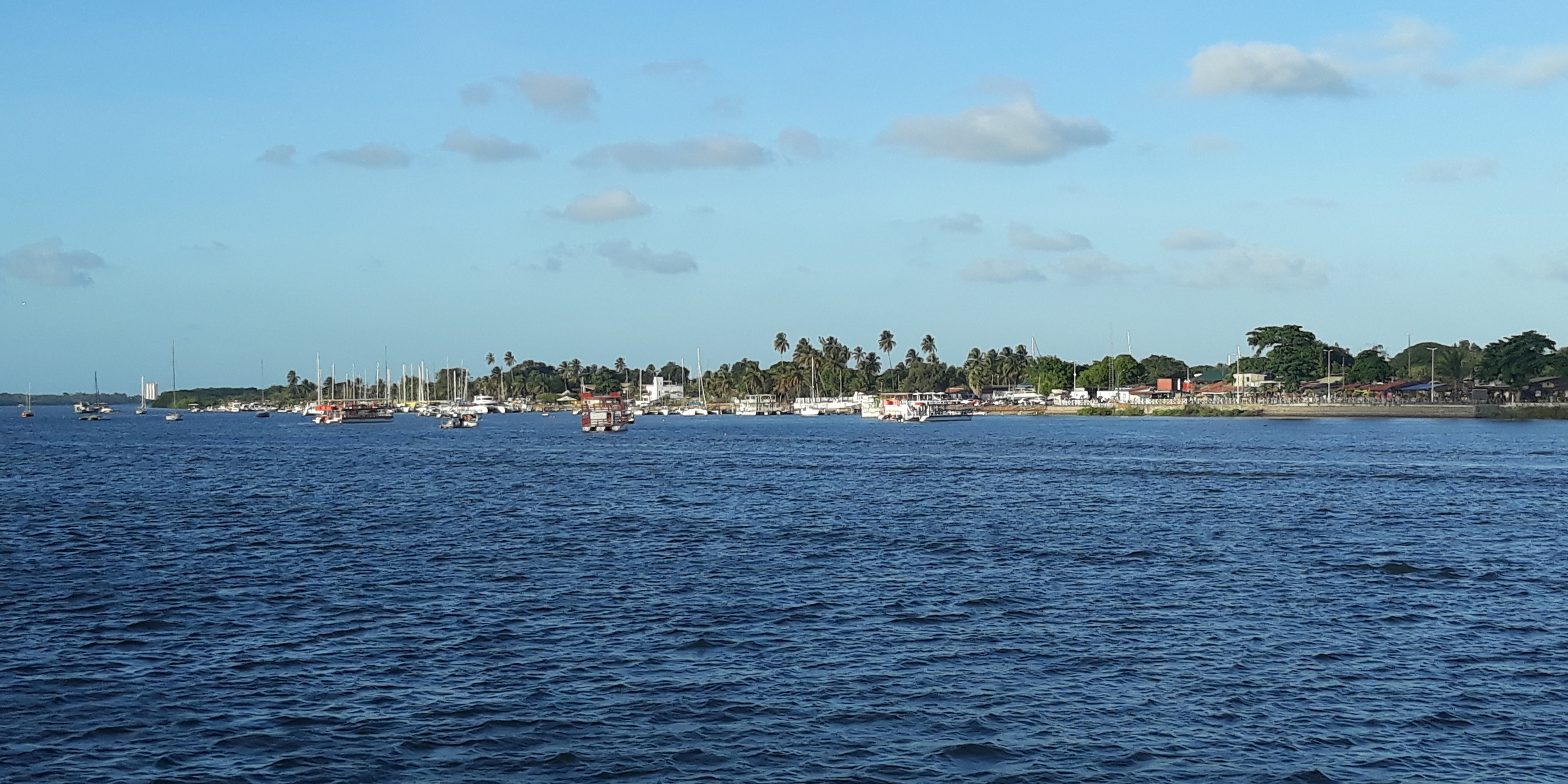
Curso do Rio Paraíba em Cabedelo, próximo à sua foz no Oceano Atlântico

No Brasil, a Paraíba encontra-se inserida na região hidrográfica do Atlântico Nordeste Oriental. Em se tratando apenas das bacias hidrográficas do estado, a Paraíba é abrangida por um conjunto de onze bacias, sendo a maior de todas a do rio Piranhas, que cobre 26 047,99 km² de área e é formada pelas sub-bacias hidrográficas do rio Piancó (9 424,75 km²), do Médio Piranhas (4 461,48 km²), do rio Seridó (3 442,36 km²), do rio do Peixe (3 420,84 km²), do rio Espinharas (2 981,60 km²) e do Alto Piranhas (2 588,45 km²). A segunda maior bacia é a do Rio Paraíba, com uma área de 20 071,83 km² e formada pelas sub-bacias do Alto Paraíba (6 717,39 km²), do Rio Taperoá (5 666,38 km²), do Baixo Paraíba (3 925,40 km²) e do Médio Paraíba (3 760,65 km²). As demais bacias hidrográficas da Paraíba são as dos rios Mamanguape (3 522,69 km²), Curimataú (3 313,58 km²), Jacu (977,31 km²), Camaratuba (637,16 km²), Gramame (589,38 km²), Abiaí (585,51 km²), Miriri (436,19 km²), Guaju (152,62 km²) e Trairi (16,08 km²).

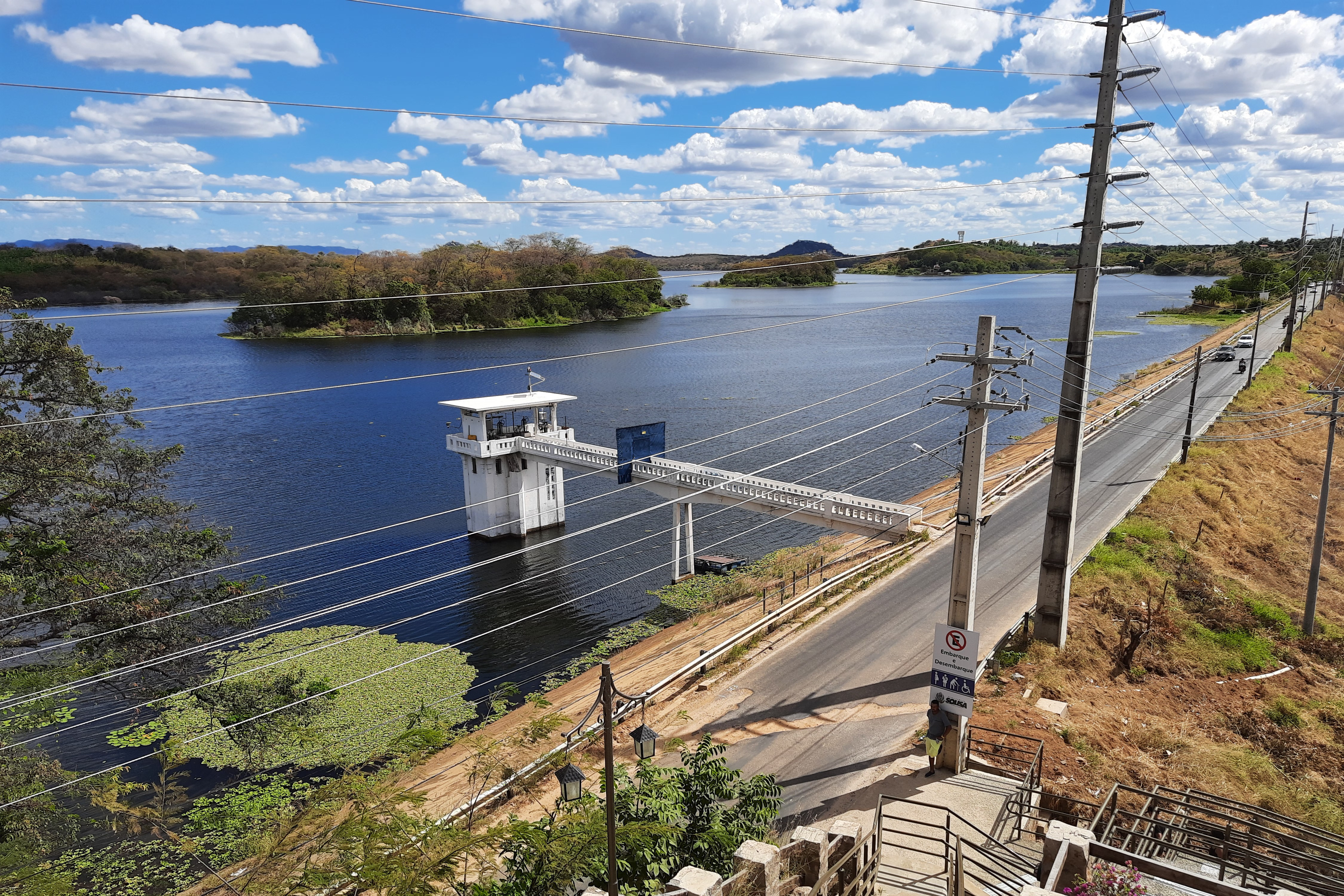
Píer do Açude São Gonçalo em Sousa, que possui capacidade para represar de água

Alguns rios da Paraíba nascem em serras do Planalto da Borborema e deságuam no litoral, dentre os quais os rios Curimataú e Mamanguape e Paraíba, este último o principal deles, cuja nascente está na Serra de Jabitacá, no município de Monteiro, e sua foz no mar, logo após o Porto de Cabedelo. Outros têm sua nascente no sertão, como os rios do Peixe, Piancó e Espinharas, todos afluentes do rio Piranhas, o mais importante do sertão paraibano, tendo sua nascente na Serra do Bongá, próximo à divisa entre Paraíba e Ceará, e sua foz em Macau, no litoral do Rio Grande do Norte.
Os dois maiores reservatórios da Paraíba são Coremas (744 144 694 m³) e Mãe-d'Água (545 017 499 m³), ambos em Coremas e formadores do Açude Coremas–Mãe d'Água. Outros reservatórios, com capacidade igual ou superior a 50 000 000 m³ são: Epitácio Bessoa, em Boqueirão (466 525 964 m³); Engenheiro Ávidos, em Cajazeiras e São José de Piranhas (293 617 376 m³), Argemiro de Figueiredo ou Acauã, em Itatuba (253 000 000 m³); Saco, em Nova Olinda (97 488 089 m³); Lagoa do Arroz, em Cajazeiras e Bom Jesus (80 388 537 m³); Cachoeira dos Cegos, em Catingueira (71 887 047 m³); Jenipapeiro ou Buiú, em Olho d'Água (70 757 250 m³); Cordeiro, em Congo (69 965 945 m³); Araçagi, no município homônimo (63 289 037 m³); Gramame-Mamuaba, em Conde (56 937 000 m³), e Capoeira, em Santa Terezinha (53 450 000 m³).

### Clima

Mapa climático da Paraíba segundo Köppen-Geiger

Com quase 98% do seu território está incluído no Polígono das Secas, a maior parte da Paraíba apresenta clima semiárido, com índices pluviométricos variando de 300 mm nas regiões do Cariri/Curimataú (região central) a 900 mm no oeste do estado, chegando a ultrapassar esse valor em pequenas áreas. As chuvas se concentram meses do primeiro semestre, com pico em março e abril, sendo que, em alguns anos, há uma redução nos volumes pluviométricos, caracterizando as secas.
Por outro lado, no litoral e no agreste, a época mais chuvosa compreende os meses de abril a julho, com índices que superam 1 200 mm/ano no litoral, chegando a 1 800 mm/ano em algumas áreas. No agreste, área de transição entre o litoral e o sertão, esse índice é superior aos 700 mm, chegando a 1 200 mm na região do brejo. Em todo o estado, o trimestre de outubro a dezembro é o mais quente e mais seco do ano, enquanto o trimestre de junho a agosto é o mais frio. Nessa época, é comum que cidades das regiões do Cariri e do Agreste (incluindo o Brejo), situadas no Planalto da Borborema, cheguem a registrar temperaturas abaixo de 20 °C ou até mesmo 15 °C ou menos.
Areia, no brejo, é a cidade mais fria do estado, enquanto Patos, no sertão, é a mais quente. Em Monteiro, no Cariri, o Instituto Nacional de Meteorologia (INMET) registrou uma mínima de 7,7 °C no dia 28 de julho de 1976, sendo este o recorde absoluto de menor temperatura no estado. Na Paraíba se localiza o município menos chuvoso do Brasil, Algodão de Jandaíra, com índice pluviométrico de cerca de 350 mm/ano.

### Biodiversidade e áreas protegidas

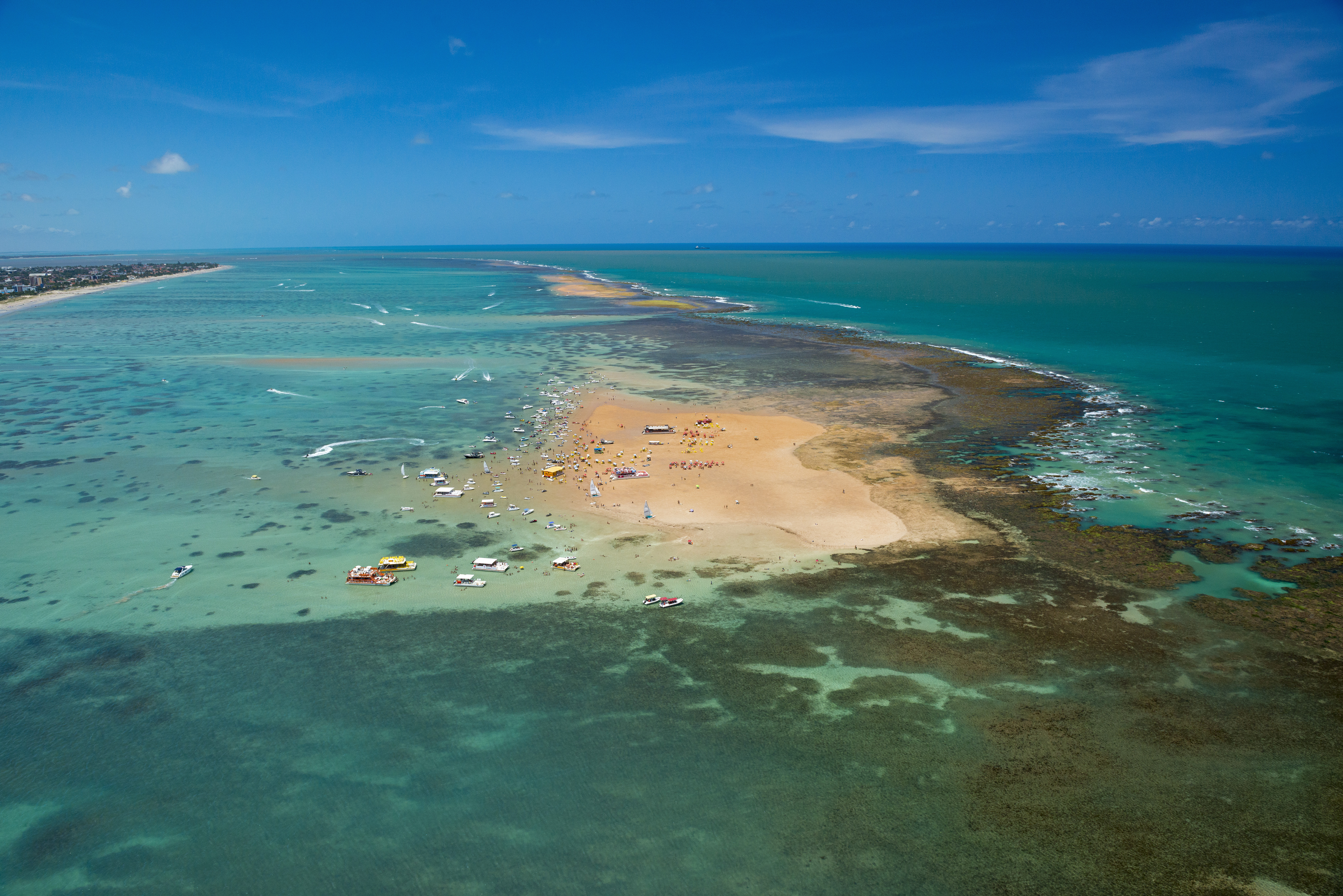
Parque Estadual Marinho de Areia Vermelha, em Cabedelo

A vegetação da Paraíba muda dependendo da região do estado. Predomina a caatinga, típica do clima semiárido, enquanto a leste está a Mata Atlântica, que inclui os tabuleiros e os manguezais. Na flora, algumas das espécies mais encontradas são a baraúna, o batiputá, a mangabeira, o mandacaru, a peroba, a sucupira e xique-xique.
As unidades de conservação federais, administradas pelo Instituto Chico Mendes de Conservação da Biodiversidade (ICMBio), são: Área de Proteção Ambiental da Barra do Rio Mamanguape (Mamanguape), a Floresta Nacional da Restinga de Cabedelo (em Cabedelo), Reserva Biológica Guaribas (Mamanguape) e a Reserva Extrativista Acaú–Goiana (nos municípios de Caaporã, Pitimbu e Goiana, este último em Pernambuco). No Dia Mundial do Meio Ambiente de 2023, foi criado o primeiro parque nacional na Paraíba, na Serra do Teixeira.
As estaduais, por sua vez, administradas pela Superintendência de Administração do Meio Ambiente (SUDEMA), são: Estação Ecológica do Pau Brasil  (Mamanguape); os parques estaduais: Areia Vermelha (Cabedelo), Mata do Pau-Ferro (Areia), Mata do Xém-Xém (Bayeux), Pedra da Boca (Araruna) e das Trilhas (João Pessoa); o Refúgio de Vida Silvestre Mata do Buraquinho (João Pessoa); o Monumento Natural Vale dos Dinossauros (Sousa); a Área de Relevante Interesse Ecológico Mata Goiamunduba (Bananeiras); as áreas de proteção ambiental das Onças (São João do Tigre), de Tambaba (Conde, Alhandra e Pitimbu), do Roncador (Bananeiras e Pirpirituba), do Cariri (Cabaceiras, Boa Vista e São João do Cariri) e do Naufrágio Queimado (Cabedelo e João Pessoa). Também existem algumas unidades de conservação particulares, as chamadas reservas particulares do patrimônio natural (RPPN).

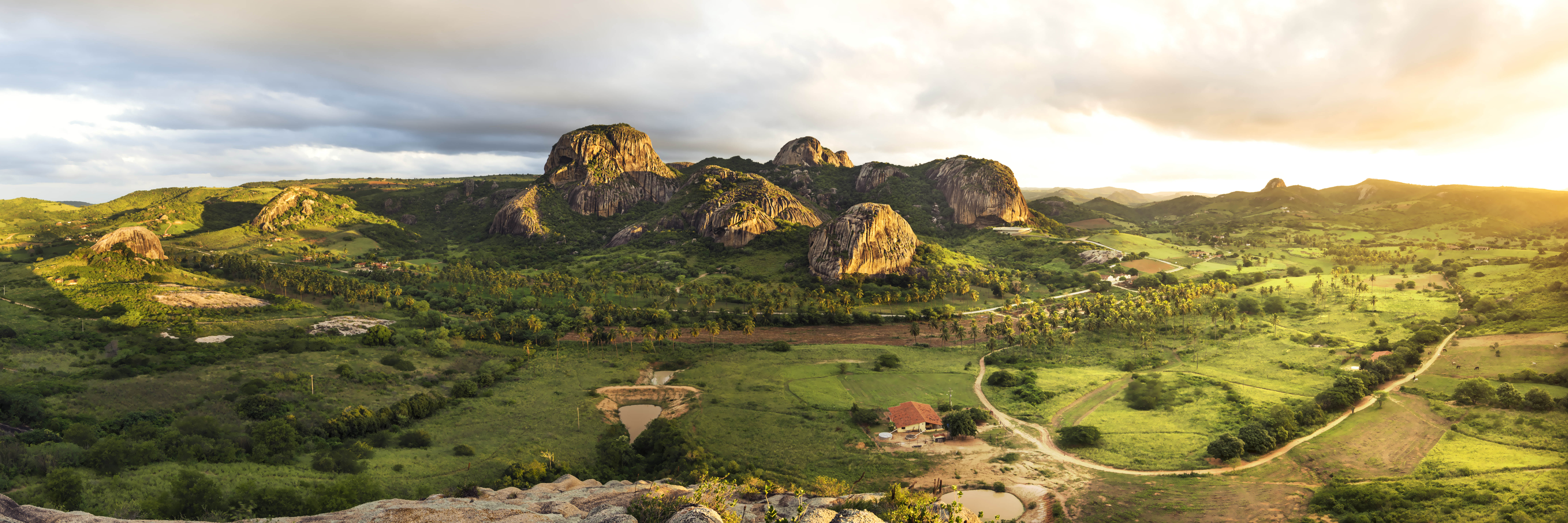
Parque Estadual da Pedra da Boca, no município de Araruna

## Demografia
Entre os censos de 2010 e 2022, a população do estado da Paraíba cresceu 5,52%, a uma taxa média de 0,45% ao ano. No último censo, residiam no estado 3 974 495 habitantes (1,96% do total do Brasil), sendo a décima terceira unidade da federação em população.

Densidade demográfica dos municípios da Paraíba em 2022 (hab/km²)
0-25
25-50
50-75
75-100
100-150
150-200
200-300
300-400
400-500
> 500

A densidade demográfica era de 70,39 habitantes por quilômetro quadrado e a razão de sexo de 93,34, com 51,72% dos habitantes do sexo feminino e 48,28% do sexo masculino. Ao mesmo tempo, 79,57% residiam na zona urbana e 20,43% na zona rural.
Ainda segundo o mesmo censo, 68,96% da população paraibana acima do dez anos eram católicos, 20,77% evangélicos, 0,64% espíritas e 0,3% umbandistas e candomblecistas. Outros 6,15% não tinham religião, 0,05% seguiam tradições indígenas, 0,06% não declararam, 0,02% não sabiam sua preferência religiosa e 3,03% seguiam outras religiosidades.
O Índice de Desenvolvimento Humano do estado da Paraíba é considerado alto conforme dados do Programa das Nações Unidas para o Desenvolvimento. Segundo o último relatório, divulgado em 2019 com dados relativos a 2017, o seu valor era de 0,722, estando na 20ª colocação a nível nacional e em quarto a nível regional. Considerando-se o índice da educação, seu valor é de 0,555 (24º), o índice de longevidade é de 0,783 (22º) e o de renda é 0,656 (22º).

### Regiões metropolitanas
A Região Metropolitana de João Pessoa é a primeira do estado, criada em 2003. Seis anos depois, em 2009, a região de Campina Grande foi criada. Nos anos seguintes, o número de regiões metropolitanas que foram instituídas expandiu, sendo que em 2011 foram as de Guarabira e Patos; em 2012 as de Barra de Santa Rosa, Cajazeiras, Esperança e Vale do Piancó; e em 2013 as de Araruna, Itabaiana, Sousa e Vale do Mamanguape. Ao todo são doze regiões metropolitanas.

Regiões metropolitanas (12)
Araruna
Barra de Santa Rosa
Cajazeiras
Campina Grande
Esperança
Guarabira
Itabaiana
João Pessoa
Patos
Sousa
Vale do Mamanguape
Vale do Piancó

### Etnias
Conforme dados do censo de 2022, 55,55% da população paraibana autodeclarou-se parda, 39,49% branca, 9,17% preta, 0,28% indígena e 0,16% amarela.

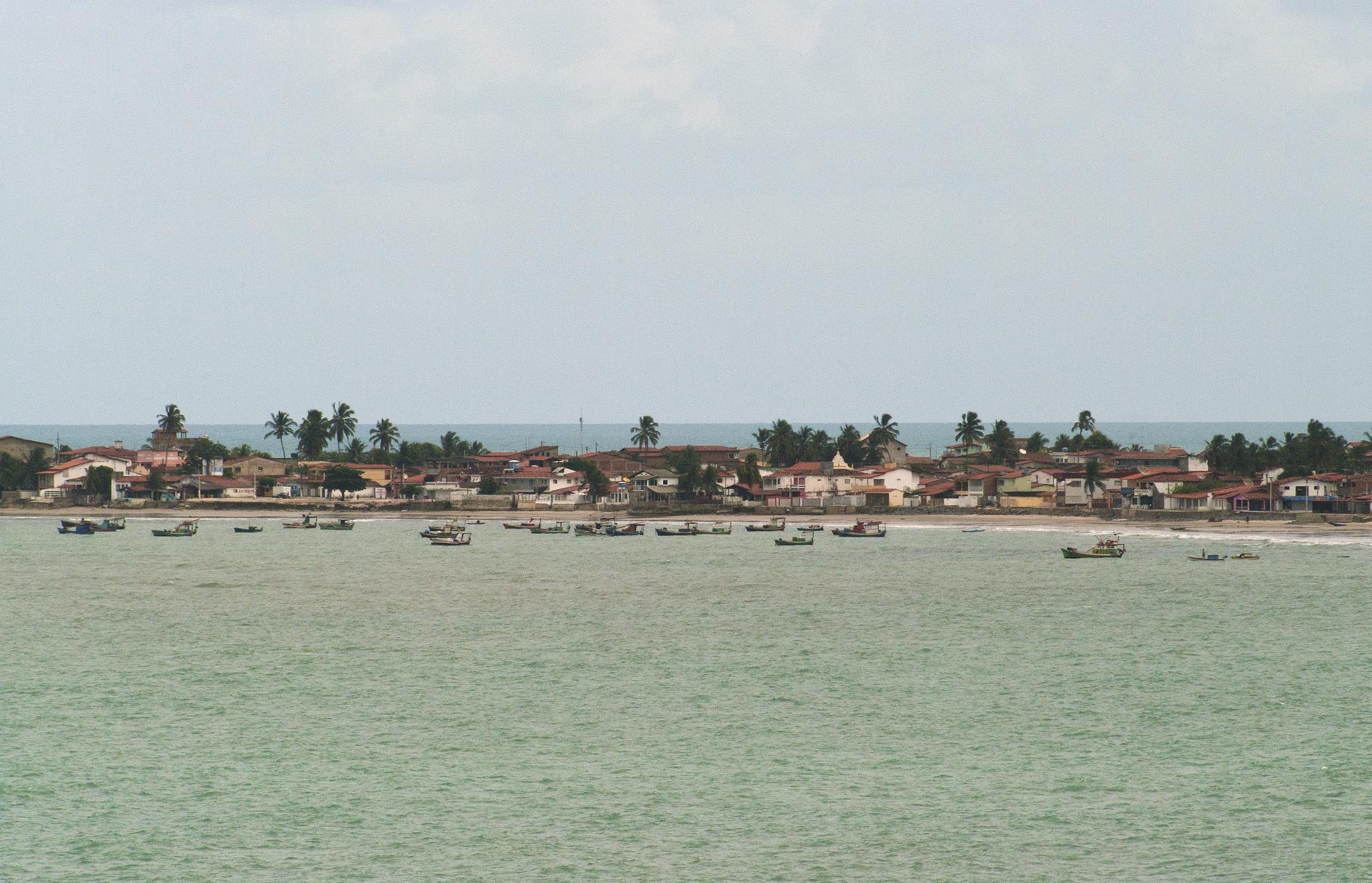
Baía da Traição, no litoral norte, um dos dez municípios com maior percentual de indígenas do Brasil

Tal como os brasileiros, a origem dos paraibanos está ligada à miscigenação entre brancos (vindos da Europa), os indígenas locais e os negros (vindos da África). Isso contribuiu para que a população paraibana fosse considerada como mestiça. Os pardos constituem a maioria da população do estado e, entre eles, os principais são os caboclos, que predominam no interior e no litoral norte, enquanto nas regiões do agreste e do Cariri predominam os mulatos. A identidade mestiça foi reconhecida como um grupo étnico-racial-cultural pela lei estadual n.º 8.374, de 9 de novembro de 2007, que também instituiu o Dia do Mestiço na Paraíba, comemorado desde então no dia 27 de junho. Existem também pequenas populações de cafuzos dentro do estado.
Os descendentes de europeus ocupam em especial os maiores centros urbanos, bem como as regiões do brejo e alto sertão. Ao contrário do que ocorreu em Pernambuco, na Bahia e no Maranhão, a Paraíba teve pouco destaque na cultura da cana-de-açúcar, o que fez com que pouca oferta da mão de obra africana viesse ao local. Restam, contudo, algumas poucas comunidades de quilombos espalhadas por várias partes do estado.
Na região litorânea, os índios potiguaras, que já chegaram a ocupar grande parte da costa litorânea do Nordeste, desde o Maranhão até Pernambuco, ocupam uma área de apenas 33 mil hectares de terra nos municípios de Baía da Traição, Marcação e Rio Tinto. Os índios tabajaras, que outrora foram milhares, restam pouco menos de mil deles, distribuídos pela microrregiões de João Pessoa e do Litoral Sul.

### Criminalidade
De acordo com dados do "Mapa da Violência 2012", publicado pelo Instituto Sangari e pelo Ministério da Justiça, a taxa de homicídios por 100 mil habitantes subiu de 10,8 em 1980 para 33,8 em 2009 (ficando acima da média nacional, que era de 27,0). No mesmo período, a quantidade de homicídios passou de 519 para 1 269. Em geral, a Paraíba chegou a subir 14 posições no ranking nacional dos estados e Distrito Federal por taxa de homicídios, passando da 20ª posição em 2000 para a sexta em 2010. Contudo, segundo o "Atlas da Violência" de 2025, divulgado pelo Instituto de Pesquisa Econômica Aplicada (Ipea) e Fórum Brasileiro de Segurança Pública (FBSP), a taxa de homicídios caiu para 26,5 em 2023, o que representou uma queda de 33,9% em relação a 2013, quando era de 40,1.
Conforme o "Mapa da Violência dos Municípios Brasileiros 2008", também publicado pelo Instituto Sangari, os municípios paraibanos que apresentavam as maiores taxas de homicídios por grupo de 100 mil habitantes eram João Pessoa (46,7), Conde (40,5), Campina Grande (36,2), São Mamede (33,4) e São Sebastião do Umbuzeiro (33,4). Já segundo o "Anuário Brasileiro de Segurança Pública" de 2022, as maiores taxas de homicídios neste ano eram de Santa Rita (56) e Patos (47,5), que também figuravam entre as 50 cidades mais violentas do Brasil.

## Política

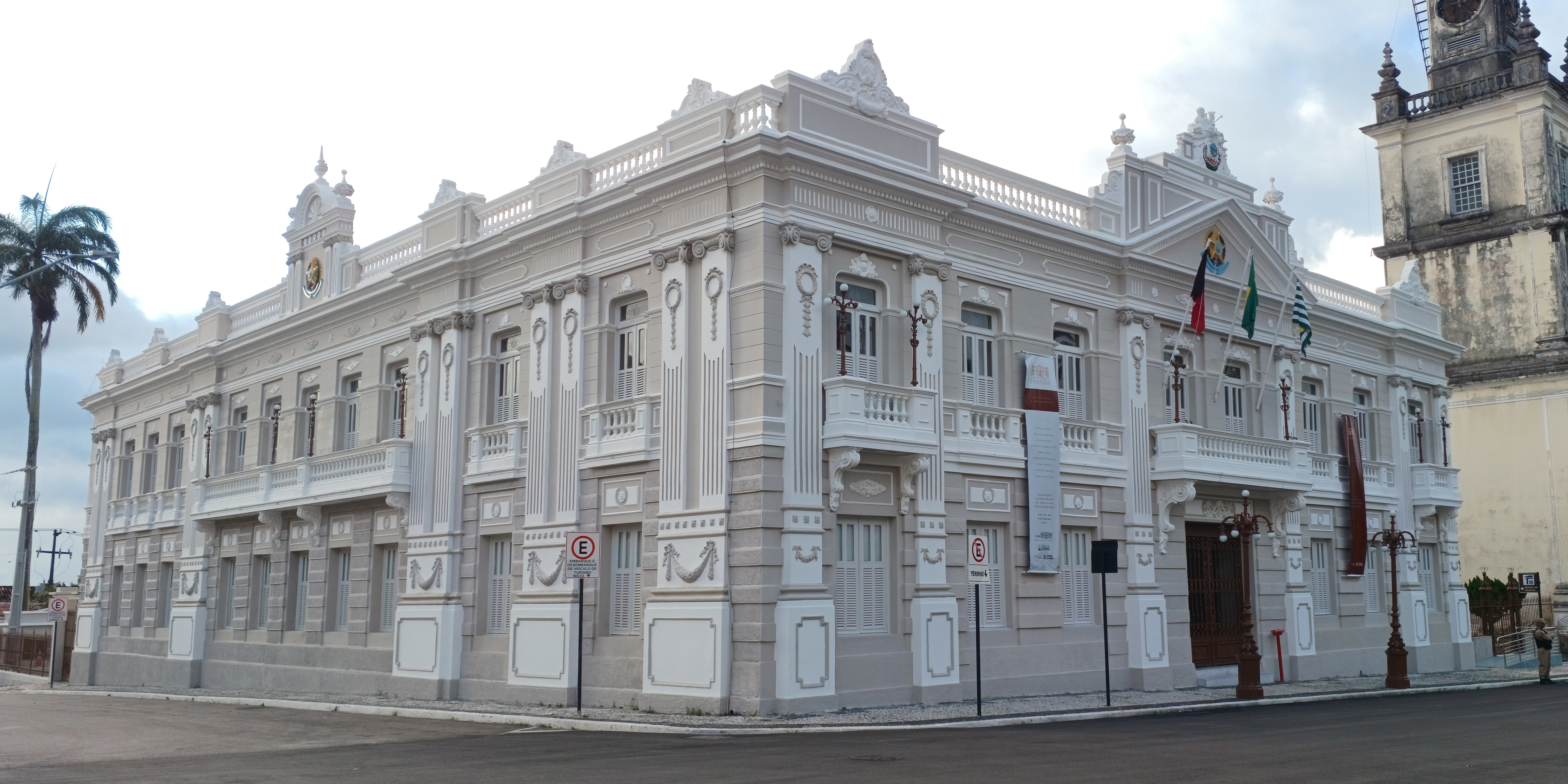
Palácio da Redenção, sede do governo do estado

A Paraíba é um estado autônomo da Federação, sendo governado por três poderes, independentes e harmônicos entre si: o executivo, o legislativo e judiciário, todos com sede no entorno da Praça Presidente João Pessoa. A atual constituição estadual foi promulgada no dia 5 de outubro de 1989, acrescida das alterações resultantes de posteriores emendas constitucionais. São símbolos oficiais do estado a bandeira, o brasão e o hino.

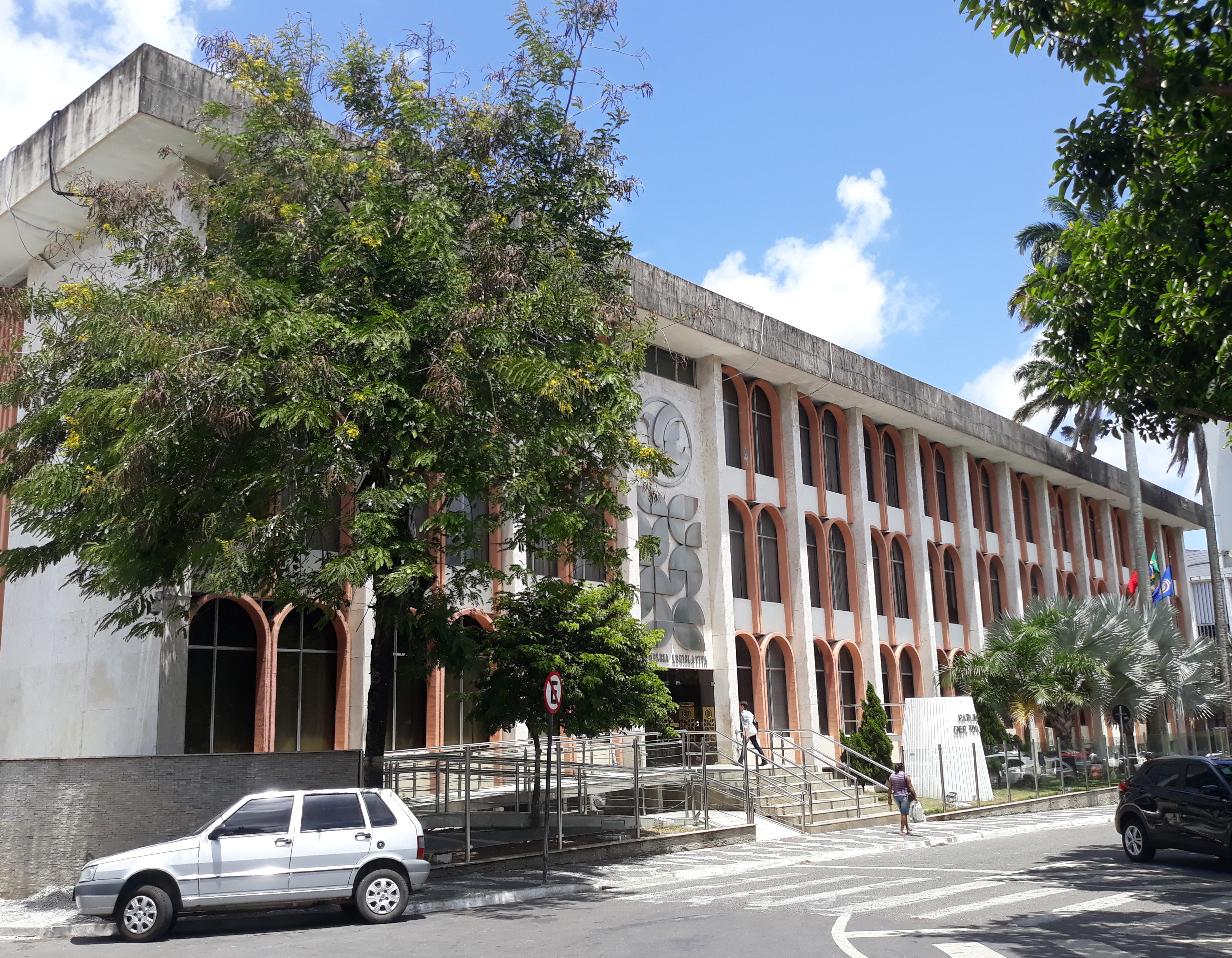
Casa de Epitácio Pessoa, sede da Assembleia Legislativa da Paraíba desde 1973

O Palácio da Redenção é a sede oficial do poder executivo estadual, exercido pelo governador, eleito pelo voto popular para um mandato de quatro anos, podendo ser reeleito para mais um mandato, em conformidade ao disposto na Constituição federal. Na Casa de Epitácio Pessoa funciona a Assembleia Legislativa da Paraíba, a sede do legislativo, unicameral e constituída por 36 deputados estaduais. No Congresso Nacional, a representação paraibana é de três senadores e doze deputados federais.
O Tribunal de Justiça da Paraíba (TJPB), composto por 21 desembargadores, é a instância máxima do judiciário estadual. Representações deste poder estão espalhadas por todo o estado por meio de unidades chamadas de comarcas, que abrangem ou mais municípios. De acordo com o Tribunal Superior Eleitoral (TSE), a Paraíba possui mais de três milhões de eleitores, distribuídos em 68 zonas eleitorais.

## Subdivisões
A Paraíba é a nona unidade da federação em número de municípios, com 223, e a terceira do Nordeste (atrás apenas da Bahia e do Piauí). João Pessoa, a capital, é o município mais antigo, fundado em 1585 por carta régia. Matureia, na região da serra de Teixeira, e Santa Cecília, no agreste, são os mais recentes, ambos emancipados em 14 de dezembro de 1995 através de lei estadual.
Os municípios, por sua vez, são agrupados em quinze regiões geográficas imediatas, sendo estas incluídas em quatro regiões geográficas intermediárias, segundo a nova divisão do IBGE vigente desde 2017. As regiões intermediárias são: Campina Grande (formada pelas regiões imediatas de Campina Grande, Cuité-Nova Floresta, Monteiro e Sumé), João Pessoa (regiões imediatas de Guarabira, Itabaiana, João Pessoa, Mamanguape-Rio Tinto), Patos (Catolé do Rocha-São Bento, Itaporanga, Patos, Pombal e Princesa Isabel) e Sousa-Cajazeiras (Cajazeiras e Sousa).
Na divisão vigente até 2017, o território era dividido em quatro mesorregiões (Agreste, Borborema, Mata e Sertão), que se subdividiam em 23 microrregiões: Brejo Paraibano, Cajazeiras, Campina Grande, Cariri Ocidental, Cariri Oriental, Catolé do Rocha, Curimataú Ocidental, Curimataú Oriental, Esperança, Guarabira, Itabaiana, Itaporanga, João Pessoa, Litoral Norte, Litoral Sul, Patos, Piancó, Sapé, Seridó Ocidental Paraibano, Seridó Oriental Paraibano, Serra do Teixeira, Sousa e Umbuzeiro.
Para outros fins, o governo da Paraíba divide o território estadual em quinze regiões geoadministrativas: Cajazeiras, Campina Grande, Catolé do Rocha, Cuité, Guarabira, Itabaiana, Itaporanga, João Pessoa, Mamanguape, Monteiro, Patos, Pombal, Princesa Isabel, Solânea (a mais recente) e Sousa.

## Economia

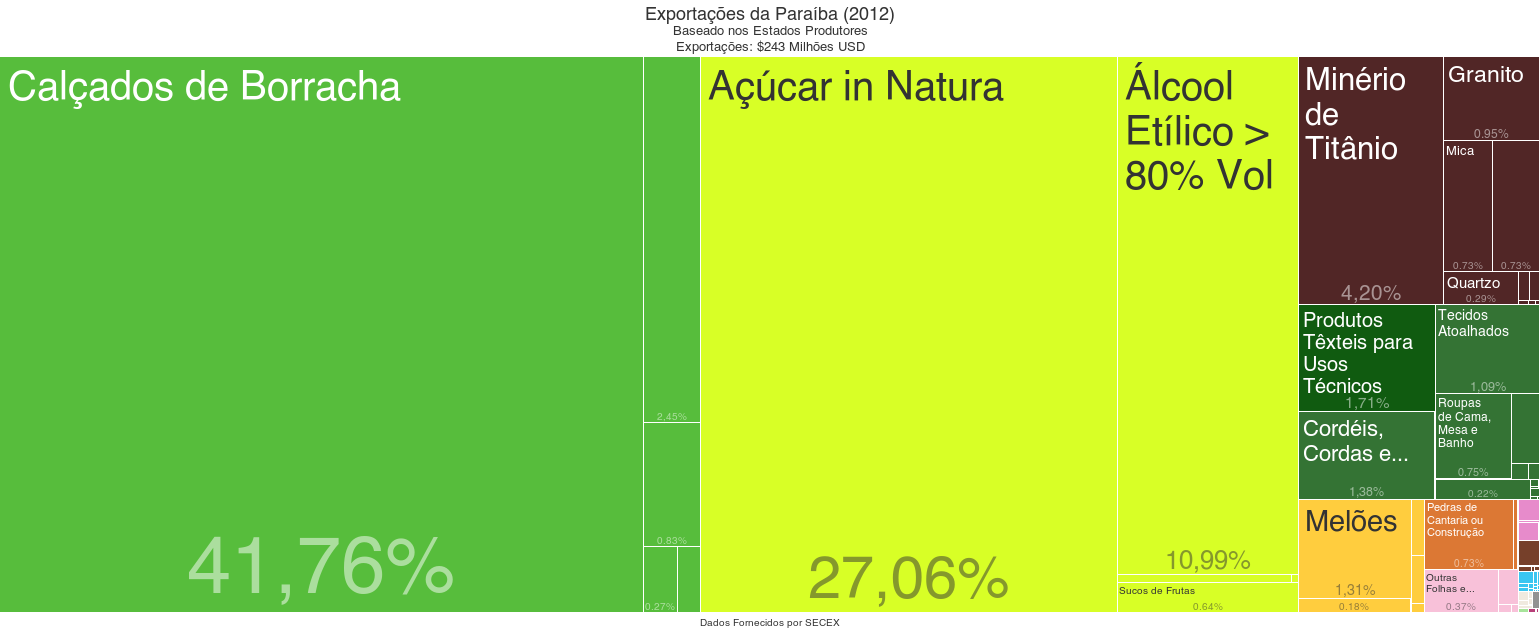
Exportações da Paraíba (2012)

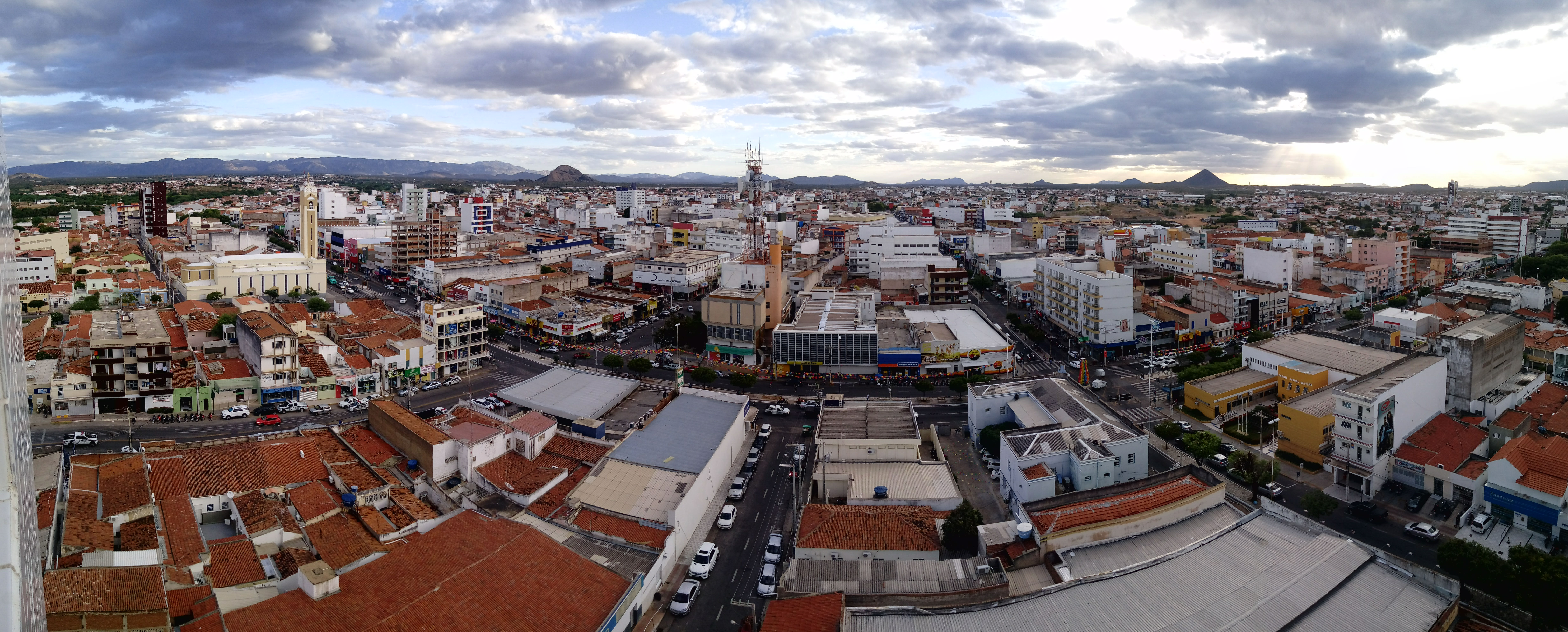
Patos, maior centro econômico do sertão da Paraíba e a quinta maior economia do estado

A economia da Paraíba é a décima nona mais rica do país e a sexta da região Nordeste (ficando atrás de Bahia, de Pernambuco, do Ceará, do Maranhão e do Rio Grande do Norte, e à frente de Alagoas, Sergipe e Piauí). De acordo com dados relativos a 2014, o Produto Interno Bruto da Paraíba era de R$ 155 143 milhões e o PIB per capita de R$ 16 722,05. As maiores economias da Paraíba são João Pessoa, Campina Grande, Cabedelo, Santa Rita e Patos.
No final do século XVI, quando começou a ocupação do território paraibano, a economia da Paraíba era centralizada no setor primário (agropecuária), principalmente no cultivo de cana-de-açúcar. Em 2011, os municípios que possuíam o maior produto interno bruto agropecuário do estado eram, em ordem decrescente, Pedras de Fogo, Santa Rita, Itapororoca e Araçagi.
Os principais centros industriais são da Paraíba estão na Região Metropolitana de João Pessoa, onde se encontram principalmente as indústrias alimentícia, de cimento, de construção civil e a têxtil; em Campina Grande, onde se destacam novamente as indústrias de alimentos, como também as de bebidas, calçados, frutas industrializadas e, mais recentemente, de software; no sertão, Cajazeiras, Patos, São Bento e Sousa, com destaque para as indústrias de confecções e a têxtil. Os maiores PIBs do setor secundário são João Pessoa, Campina Grande, Santa Rita, Cabedelo e Caaporã.
No comércio, o valor de vendas em todo o estado chegou a 4,8 bilhões de reais em 2012, enquanto todo o setor terciário contribuiu com mais de 25 bilhões no mesmo ano. O estado é o quinto maior em exportação no Nordeste, destacando-se na exportação de bens de consumo, bens intermediários e de capital. Açúcar, álcool etílico, calçados, granito, roupas, sisal e tecidos são os principais produtos exportados da Paraíba para o exterior, destinados principalmente para Austrália, Argentina, Estados Unidos, Rússia e União Europeia.

### Turismo
Outra importante fonte de renda econômica na Paraíba é o turismo. Eleito melhor destino nacional do ano em 2013, cerca de um milhão de turistas que visitam o estado todos os anos.
Litoral
Com 55 praias, o litoral paraibano possui aproximadamente 154 quilômetros de extensão, estendendo-se desde Mataraca, na divisa com o estado do Rio Grande do Norte, até Pitimbu, na divisa com Pernambuco.
A capital paraibana é considerada porta de entrada para o turismo no estado da Paraíba. O turismo na cidade foi impulsionado a partir da década de 1970, com a construção do Hotel Tambaú e o consequente desenvolvimento da orla. Tendo como principal cartão-postal o Parque Sólon de Lucena, João Pessoa possui mais de vinte quilômetros de praias, sendo as principais Bessa, Manaíra, Tambaú Cabo Branco e Penha. As construções mais antigas estão no centro histórico (como a Casa da Pólvora, o Centro Cultural São Francisco, a Igreja de Nossa Senhora do Carmo e o mosteiro de São Bento), até as mais recentes (tais como o Hotel Globo e o Teatro Santa Rosa). É também em João Pessoa onde se localiza a segunda maior reserva de Mata Atlântica do Brasil localizada em área urbana, a Mata do Buraquinho. No bairro de Tambauzinho está o Espaço Cultural José Lins do Rego, onde funciona o primeiro planetário da região Nordeste.

Parque da Lagoa Sólon de Lucena, cartão postal de João Pessoa

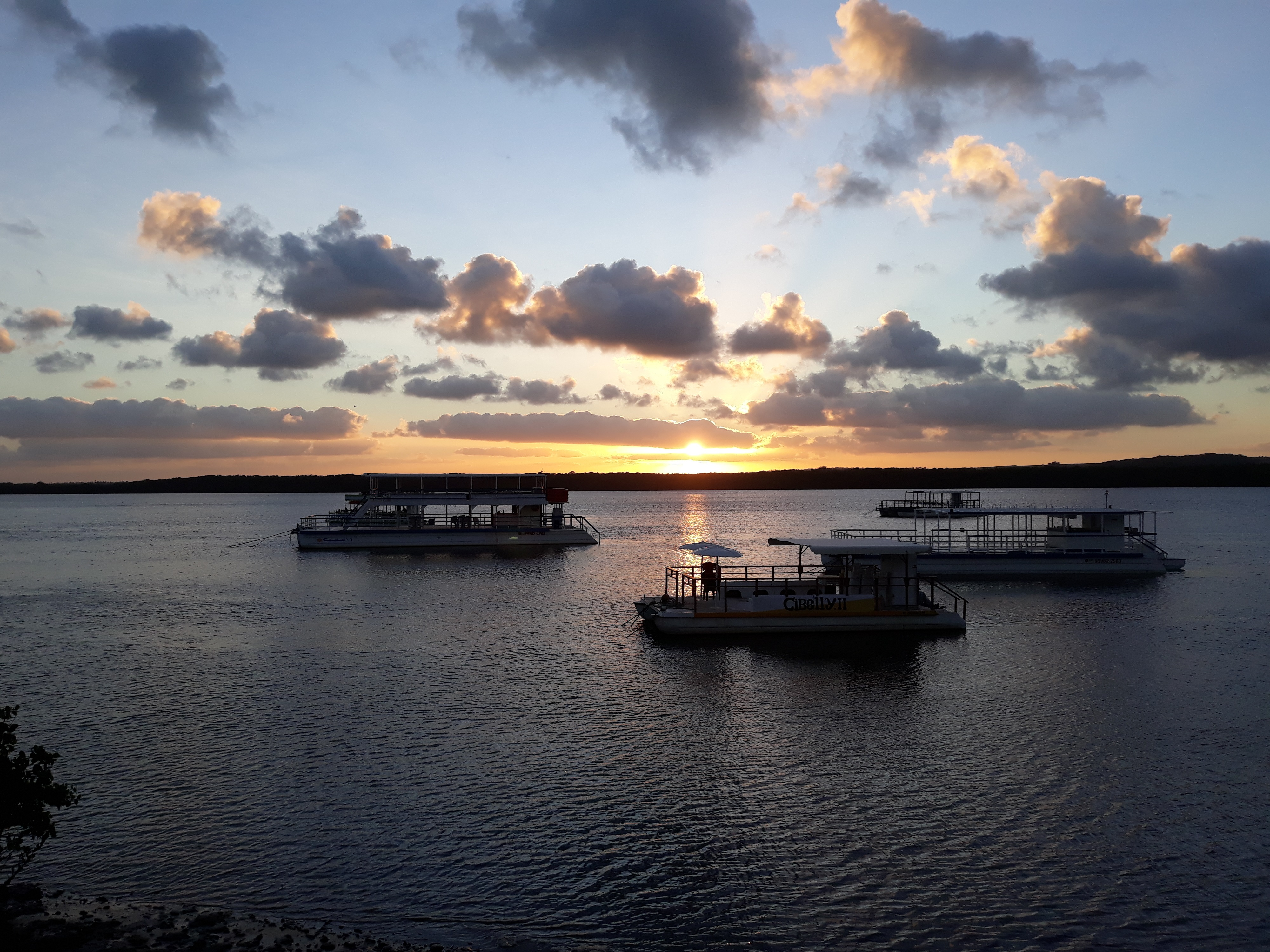
Pôr do sol na praia fluvial do Jacaré, em Cabedelo

No litoral norte está Cabedelo, vizinho a João Pessoa e uma das cidades mais portuárias do país. Na cidade situam-se a Fortaleza de Santa Catarina e a praia fluvial do Jacaré, no estuário do Rio Paraíba, que dispõe de um pôr do sol ao som do bolero de Ravel tocado diariamente por Jurandy do Sax; as praias de Camboinha, Intermares e do Poço onde, na primeira, está situada a ilha de Areia Vermelha. Outros destinos do litoral norte são Baía da Traição, município que possui praias e redutos indígenas com aldeias, e Lucena, onde se situa a Igreja de Nossa Senhora da Guia.
No litoral sul, estão as praias do Amor, de Carapibus, de Graú, de Jacumã, de Pitimbu e Tabatinga e Tambaba, esta a mais famosa, cercada por falésias e matas densas, no município de Conde. É a primeira praia de naturismo da Região Nordeste e a segunda do Brasil, atraindo milhares de visitantes anualmente. As areias coloridas de Pitimbu são outro destaque do litoral sul.
Interior

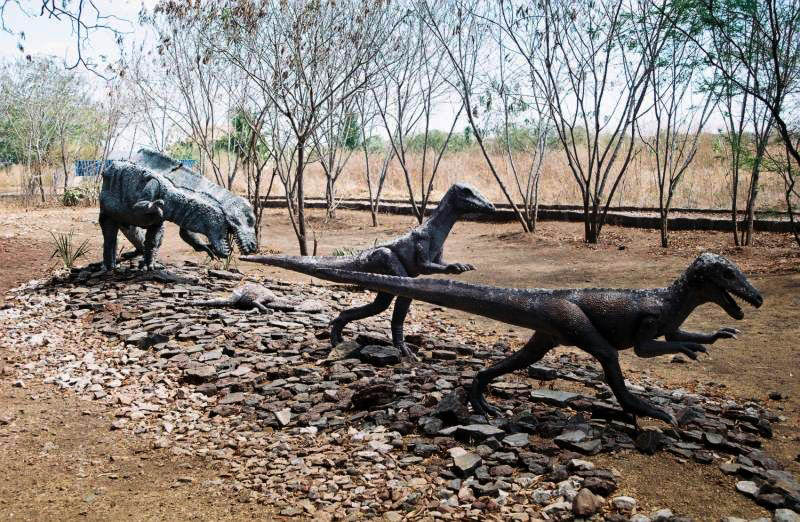
Vale dos Dinossauros, em Sousa, no sertão

Campina Grande, no agreste, é o principal destino turístico do interior, abrigando, junto com João Pessoa, os principais eventos realizados na Paraíba, como O Maior São João do Mundo, o festival de Inverno, o Encontro da Nova Consciência, além de contar com hotéis e diversos outros atrativos.
No município de Ingá, vizinho de Campina Grande, encontra-se o sítio arqueológico mais visitado do estado, a Pedra do Ingá,  um dos monumentos pictográficos mais estudados no mundo, onde estão gravadas dezenas de inscrições rupestres em baixo-relevo, com mensagens que até hoje ainda não decifradas. Embora ainda fazendo parte do desconhecido, os achados da Pedra do Ingá estão já há bastante tempo catalogados por notáveis arqueólogos como um dos mais importantes documentos líticos, motivando permanentes e incessantes pesquisas, que buscam informações mais nítidas sobre a vida e os costumes de civilizações passadas.
Outros importantes atrativos turísticos naturais e culturais do interior paraibano são: na região agreste, a Cachoeira do Roncador (nos municípios de Bananeiras e Borborema), o Memorial Frei Damião (em Guarabira), a Pedra da Boca (Araruna); na região da Borborema, o Lajedo de Pai Mateus (Cabaceiras); no sertão, São João de Patos (Patos), a Estância Termal do Brejo das Freiras (São João do Rio do Peixe) e o Vale dos Dinossauros (em Sousa).

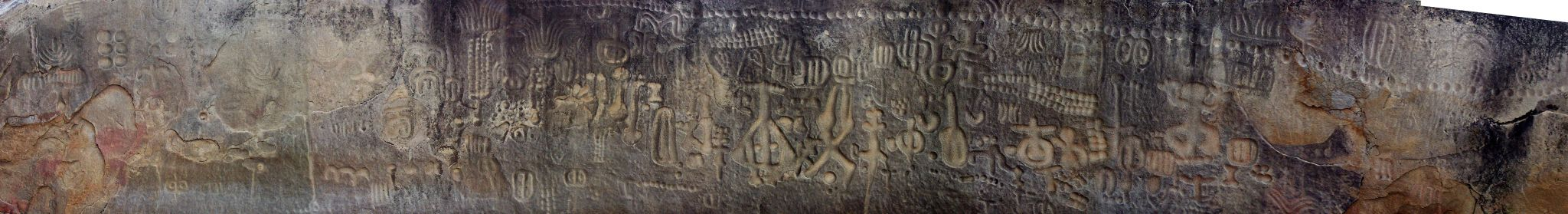
Inscrições rupestres na Pedra do Ingá, sítio arqueológico mais visitado da Paraíba

## Infraestrutura

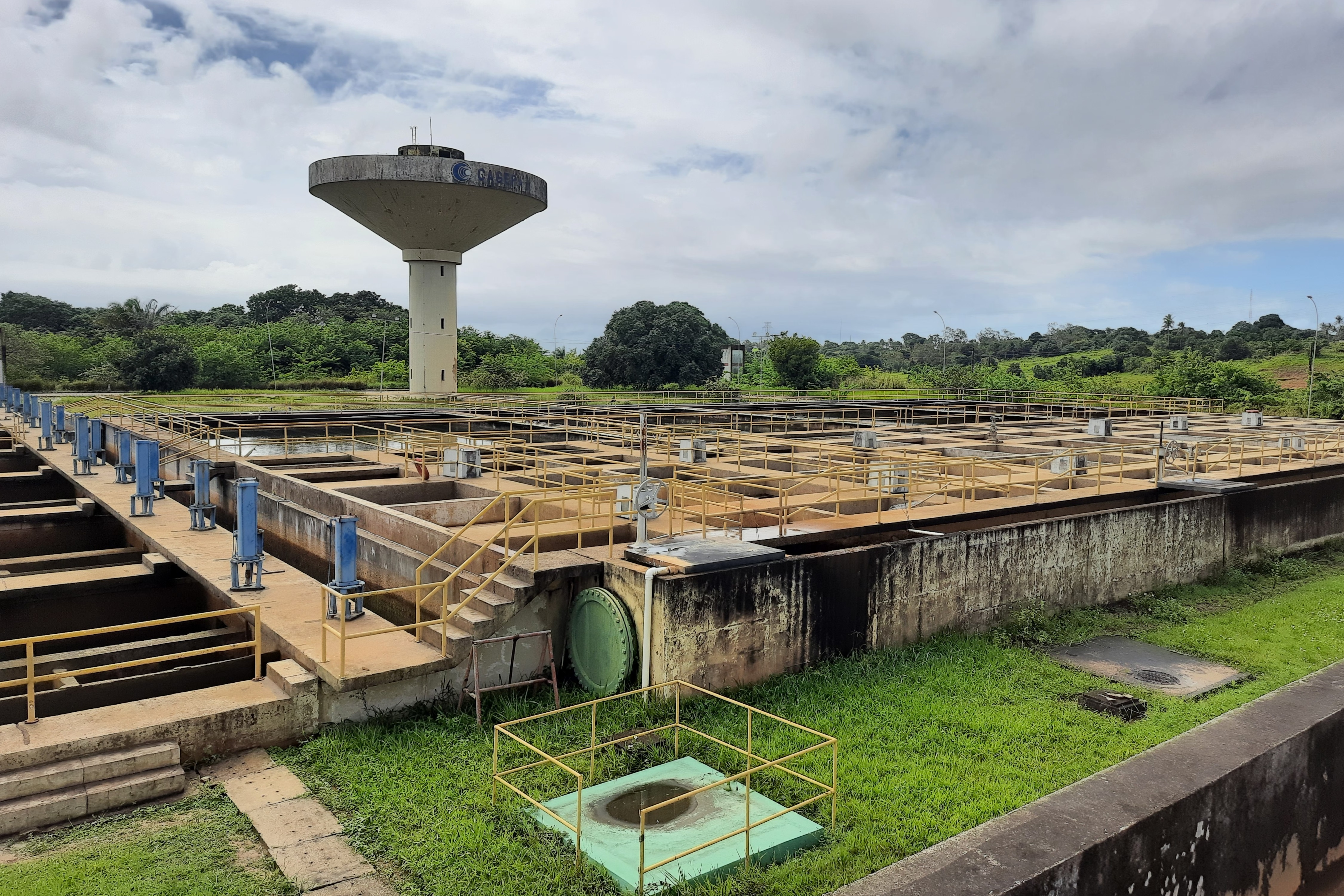
Maior estação de tratamento de água (ETA) da Paraíba, a ETA Gramame-Mamuaba se localiza na zona rural de Conde e é responsável pelo abastecimento de parte da Grande João Pessoa

A Companhia de Água e Esgotos da Paraíba (CAGEPA), criada em 1966, é a principal empresa de abastecimento de água do estado, presente em 181 dos 223 municípios paraibanos, enquanto a Energisa Paraíba atua em 216 municípios e é a principal concessionária de eletricidade desde 2007, quando substituiu a Sociedade Anônima de Eletrificação da Paraíba (SAELPA).  A voltagem da rede é de 220 volts. Em 2010, a Paraíba tinha 84,87% do seus domicílios do estado tinham água canalizada e 99,29% com eletricidade, além de 77,8% com coleta de lixo.
No campo do serviço telefônico móvel, por telefone celular, a Paraíba faz parte da "área 10" da Agência Nacional de Telecomunicações (que compreende, além da Paraíba, os estados de Pernambuco, Ceará, Rio Grande do Norte, Piauí e Alagoas) e é servido por quatro operadoras telefônicas: dados de fevereiro de 2013 apontavam a Oi com a maior participação neste mercado no estado (33,04%), seguida pela TIM (32,24%), Claro (25,91%) e Vivo (8,81%). O código de discagem direta a distância de todos os municípios do estado é 083. Em 2010 63,73% dos domicílios tinham somente telefone celular, 15,37% telefone celular e fixo e 1,92% apenas telefone fixo.
Alguns dos principais jornais da Paraíba são: Diário do Sertão (Cajazeiras); Jornal da Paraíba e Rede Campina (Campina Grande); Alternativa Nordeste, Click PB, Correio da Paraíba e Folha da Paraíba (João Pessoa) e Notícias do Cariri (Monteiro), além de vários outros, como Paraíba Online, Paraibeabá, Virgulino e Vitrine do Cariri; havia também os jornais Diário da Borborema (Campina Grande) e O Norte (João Pessoa), que saíram de circulação em 2012. Dentre as emissoras de televisão estão: em João Pessoa, a TV Arapuan (afiliada da RedeTV!), TV Cabo Branco (afiliada da Globo), TV Tambaú (afiliada do SBT) e a TV Miramar (afiliada à TV Cultura); no interior, a TV Borborema (afiliada do SBT) e a TV Itararé (afiliada da TV Cultura), e a TV Paraíba (afiliada da Globo); todas em Campina Grande.

### Saúde

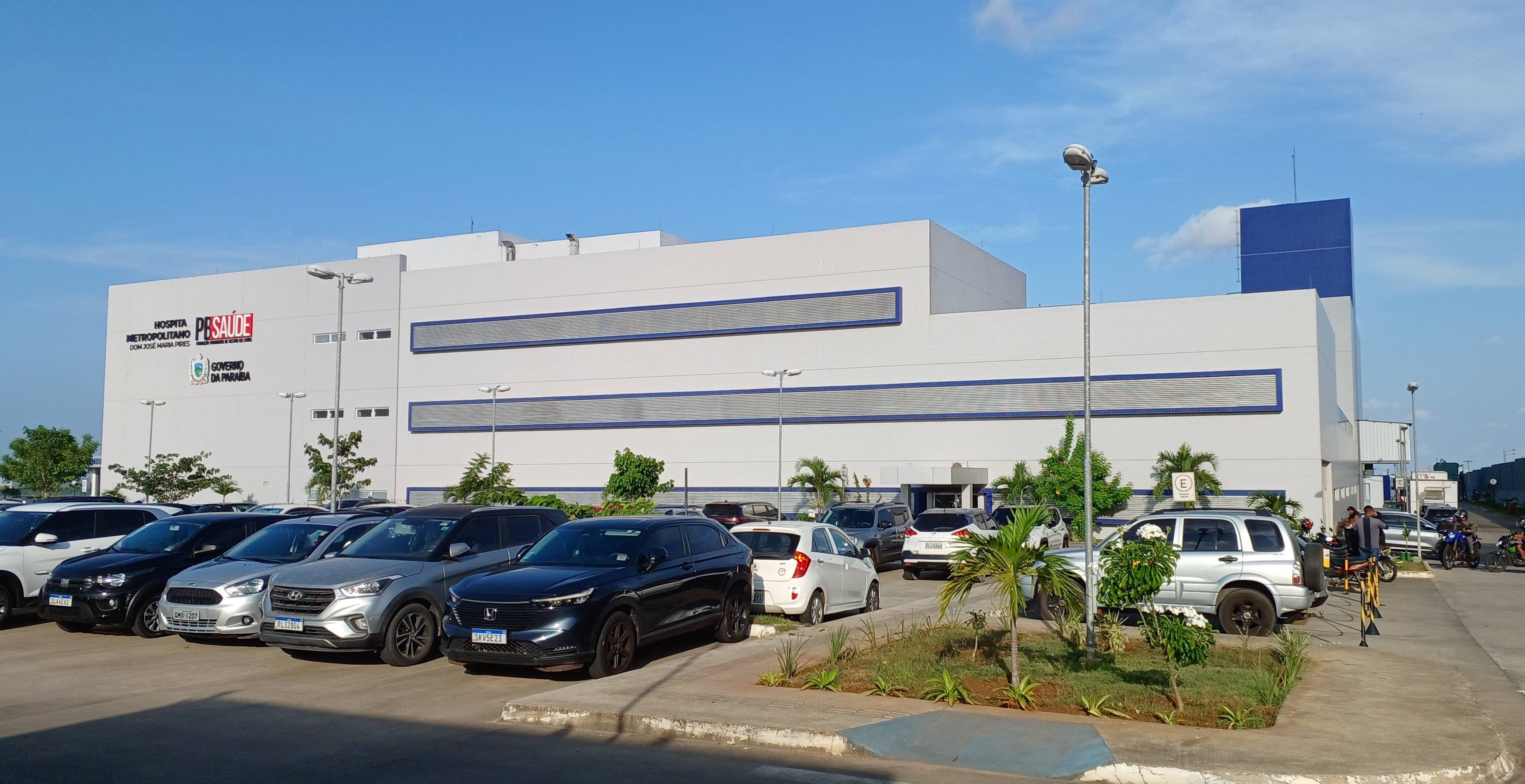
Hospital Metropolitano Dom José Maria Pires, em Santa Rita

Em 2009, existiam, no estado, 2 622 estabelecimentos hospitalares, com 8 149 leitos. Dos estabelecimentos hospitalares, 1 825 eram públicos, sendo 1 762 de caráter municipal, 57 de caráter estadual e apenas seis de caráter federal. 797 estabelecimentos eram privados, sendo 734 com fins lucrativos e 63 sem fins lucrativos. 79 unidades de saúde eram especializadas, com internação total, e 2 145 unidades eram providas de atendimento ambulatorial.
De acordo com uma pesquisa realizada pela Pesquisa Nacional por Amostra de Domicílios em 2008, 72,5% da população paraibana avaliou sua saúde como boa ou muito boa, 65,2% afirmaram ter realizado consulta médica nos últimos doze meses anteriores à data da entrevista, 41,3% dos habitantes consultaram o dentista no mesmo período e 7,2% da população esteve internado em leito hospitalar. 29,5% dos habitantes declararam ter alguma doença crônica e apenas 12,2% dos residentes tinham cobertura de plano de saúde. No mesmo ano, 83,7% dos domicílios particulares permanentes estavam cadastrados no programa Unidade de Saúde Familiar.
De acordo com a mesma pesquisa, na questão de saúde feminina, 24,4% das mulheres com mais de 40 anos fizeram exame clínico das mamas nos últimos doze meses, 27,8% das mulheres entre 50 e 69 anos fizeram exame de mamografia nos últimos dois anos e 65,3% das mulheres entre 25 e 59 anos fizeram exame preventivo para câncer do colo do útero nos últimos três anos.

### Educação

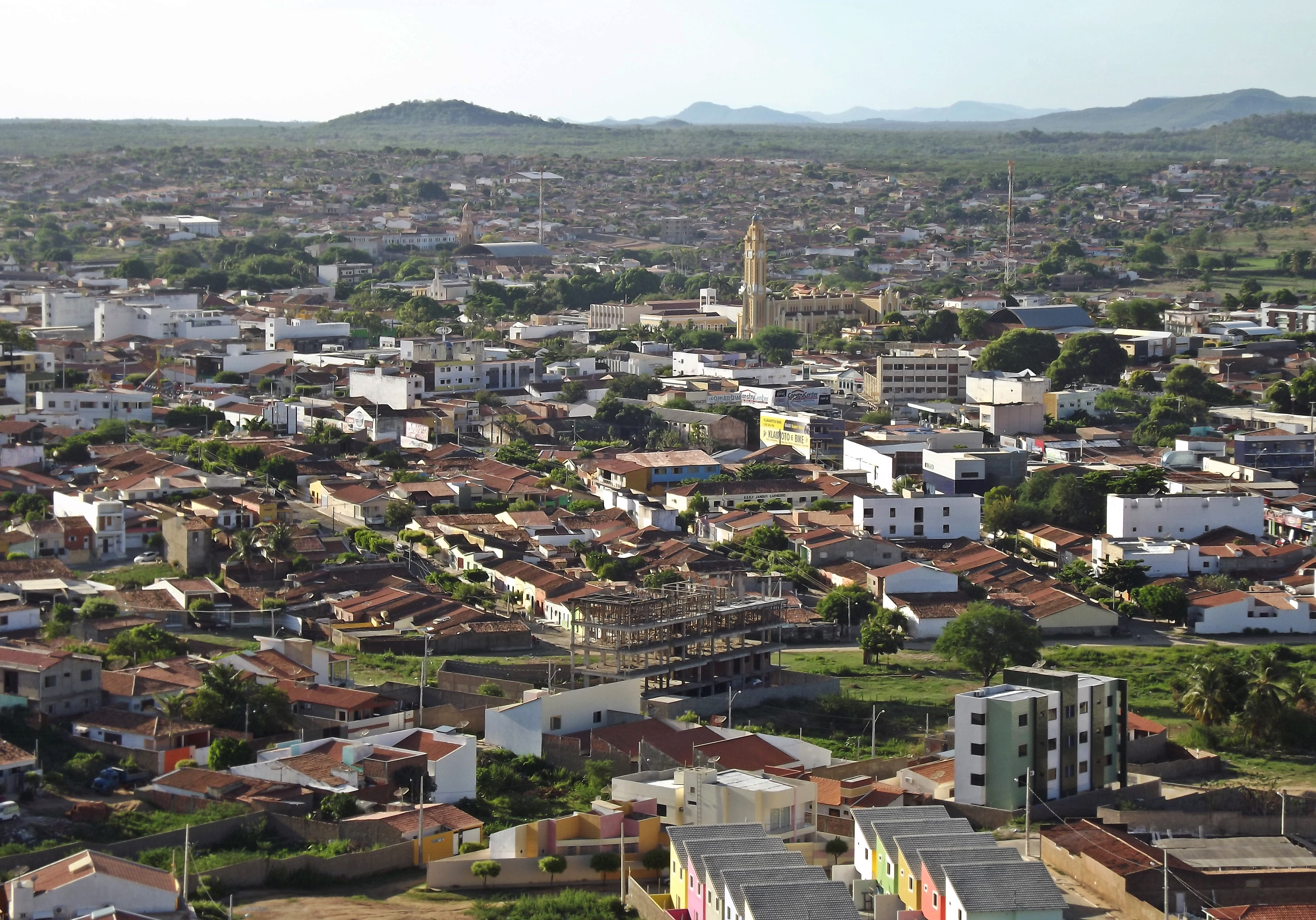
A cidade de Cajazeiras, no extremo oeste do estado, é apelidada de "a terra que ensinou a Paraíba a ler", tendo sido fundada nos alicerces de um estabelecimento de ensino.

Em 2015, a Paraíba dispunha de 5 724 escolas de ensino pré-escolar, 4 632 estabelecimentos de ensino fundamental e 558 de ensino médio, com um total de 808 693 matrículas. Nesses estabelecimentos de ensino existiam 34 907 docentes de ensino fundamental, 10 839 de ensino médio e 5 724 do pré-escolar.
Na lista de estados brasileiros por IDH, com dados de 2010, o fator "educação" atingiu a marca de 0,555 de índice, segundo o Programa das Nações Unidas para o Desenvolvimento (PNUD), ficando, em todo o país, à frente apenas do Maranhão (0,547), do Pará (0,528) e de Alagoas (0,520). Tratando sobre o analfabetismo, a lista de estados brasileiros por taxa de alfabetismo (mais o Distrito Federal) mostra a Paraíba com a terceira maior taxa, com 20,2% de sua população considerada analfabeta, mais que o dobro da média nacional (9,02%), de acordo com o censo de 2010. O Índice de Desenvolvimento da Educação Básica do estado, em 2015, foi de 4,9 para os anos iniciais (1ª à 4ª série), 3,8 para os anos finais (5ª à 8ª série) e 3,4 para a terceira série do ensino médio.

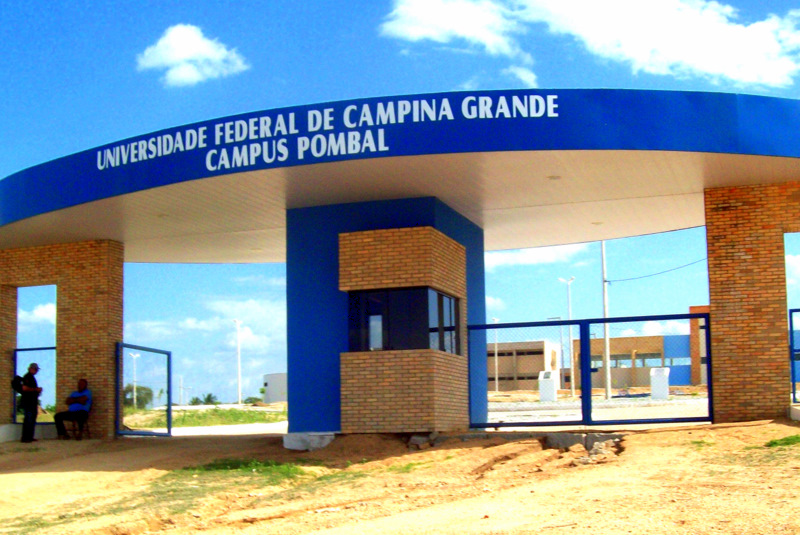
Câmpus da Universidade Federal de Campina Grande em Pombal.

Ainda em 2010, a Paraíba possuía uma expectativa de anos de estudos de 9,24 anos, valor inferior à média nacional (9,54 anos). O percentual de crianças de cinco a seis anos na escola era de 94,13% e de onze a treze anos cursando o fundamental de 81,67%. Entre os jovens, a proporção na faixa de quinze a dezessete anos com fundamental completo era de 44,85% e de 18 a 20 anos com ensino médio completo de 32,88%. Considerando-se apenas a população com idade maior ou igual a 25 anos, 37,67% tinham ensino fundamental completo, 27,42% analfabetos, 26,98% ensino médio completo e 8,02% superior completo. Em 2015, a distorção idade-série entre alunos do ensino fundamental, ou seja, com idade superior à recomendada, era de 19,2% para os anos iniciais, 36,5% nos anos finais, sendo essa defasagem no ensino médio de 32,8%.
Entre as várias instituições de ensino da Paraíba, estão o Centro Universitário de João Pessoa (UNIPE), a Faculdade de Ciências Sociais Aplicadas (FACISA), a Faculdade de Enfermagem Nova Esperança (FACENE), o Centro Universitário de Patos (Unifip), o Instituto de Educação Superior da Paraíba (IESP), o Instituto Federal da Paraíba (IFPB), a Universidade Estadual da Paraíba (UEPB), a Universidade Federal de Campina Grande (UFCG) e a Universidade Federal da Paraíba (UFPB).

### Transporte

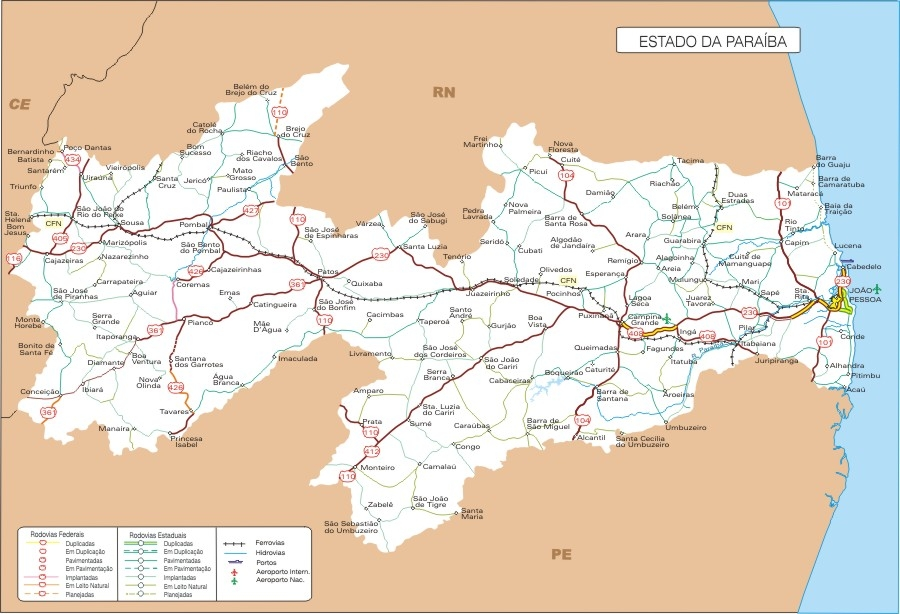
Mapa viário da Paraíba

A frota estadual em 2015 era de 1 114 851 veículos, 464 417 automóveis, 425 069 motocicletas, 71 436 caminhonetes, 59 590 motonetas, 27 858 caminhões, 24 091 camionetas, 7 492 utilitários, 7 002 ônibus, 4 391 micro-ônibus, 2 630 caminhões e 41 tratores de rodas, além de 20 834 em outras categorias.
Na Paraíba existem apenas dois aeroportos administrados pela Infraero. São eles o Aeroporto Presidente Castro Pinto (que está localizado a onze quilômetros do centro de João Pessoa, no município de Bayeux, é internacional e de porto médio, foi inaugurado em 1957 e atualmente possui uma movimentação anual de até 2,3 milhões de passageiros) e o Aeroporto Presidente João Suassuna (localizado em Campina Grande, a seis quilômetros da zona urbana do município, inaugurado em 1957 e com um fluxo de até 250 mil passageiros por ano). Há também outros aeroportos menores: Cajazeiras, Catolé do Rocha, Conceição, Guarabira, Itaporanga, Monteiro, Patos, Rio Tinto e Sousa.
No transporte rodoviário, a Paraíba é cortada por sete rodovias federais, das quais três têm início no litoral do Rio Grande do Norte, passando pela Paraíba e se estendendo até outros estados: BR-101, BR-104, e BR-110. Outras três têm início em solo paraibano: a BR-230 (Rodovia Transamazônica), que parte de Cabedelo e se estende até a fronteira do Brasil com o Peru, no Amazonas; a BR-412, a única rodovia federal localizada inteiramente em território paraibano, começando no distrito de Farinha, município de Boa Vista, e terminando em Monteiro, onde se encontra com a BR-110; e a BR-427, ligando em Pombal, no sertão, a Currais Novos (Rio Grande do Norte), onde se encontra com a BR-226. Um pequeno trecho da BR-116, com aproximadamente quatorze quilômetros de extensão, também corta o estado da Paraíba, passando somente pelo município de Cachoeira dos Índios, extremo oeste do estado. Há diversas outras rodovias estaduais, que, junto com as rodovias federais, somam 5 030 quilômetros de extensão (dos quais 1 400 sob jurisdição federal), sendo 2 140 km pavimentados, 1 468 km implantados, 1 372 km em leito natural e 50 km planejados.
No transporte ferroviário, a Paraíba possui 660 quilômetros de ferrovias, a maior parte desativada e em péssimas condições. Anteriormente, a Paraíba era servida por duas importantes ferrovias: a primeira, operada pela Rede Ferroviária do Nordeste, tinha início em Natal, capital do Rio Grande do Norte e chegava até a Paraíba, possuindo um ramal em direção a Cabedelo e outro em Campina Grande com destino a Patos e, posteriormente a Sousa; a segunda era operada pela Rede de Viação Cearense, e partia de Fortaleza, capital do Ceará, e, na Paraíba, chegava até Sousa, onde se encontrava com o trecho da Rede Ferroviária do Nordeste. Nos dias atuais, está ativo apenas o ramal que faz a ligação entre Santa Rita, João Pessoa e Cabedelo, servindo aos trens metropolitanos do Sistema de Trens Urbanos de João Pessoa, administrado pela Companhia Brasileira de Trens Urbanos.
Quanto ao transporte marítimo, que é um dos vetores fundamentais da economia do estado, a Paraíba possui o Porto de Cabedelo, que está localizado vizinho à Fortaleza de Santa Catarina, na margem direita do estuário do Rio Paraíba e foi construído na primeira metade do século XX, sendo inaugurado em 1935 e com a sua administração exercida pelo governo da Paraíba até 1978, quando passou a ser administrado pela Empresa de Portos do Brasil S.A., extinta em 1990, ano em que o porto teve sua administração exercida pela Companhia Docas do Rio Grande do Norte e, desde 1998, pela Companhia Docas da Paraíba. Há também o Porto de Capim, de pequeno porte, localizado em João Pessoa, à beira do rio Sanhauá e permaneceu ativo até a inauguração do porto de Cabedelo.

### Segurança pública
As principais unidades das forças armadas presentes na Paraíba são: no Exército Brasileiro, o estado é integrante do Comando Militar do Nordeste, com sede em Recife, capital de Pernambuco, e abrange toda a área do nordeste brasileiro, com exceção de uma pequena parte do oeste do Maranhão; na Marinha do Brasil, o estado faz parte do 3º Distrito Naval, com sede em Natal, Rio Grande do Norte; e na Força Aérea Brasileira, a Paraíba integra o II Comando Aéreo Regional - sediado na Base Aérea de Recife e com jurisdição sobre todos os estados nordestinos, exceto o Maranhão -, e o 3º Centro Integrado de Defesa Aérea e Controle de Tráfego Aéreo, ambos com sede em Recife.
A Polícia Militar da Paraíba foi criada durante o período imperial, sendo órgão público em atividade mais antigo do estado. Tem por função primordial o policiamento ostensivo e a preservação da ordem pública no estado da Paraíba. Ela é Força Auxiliar e Reserva do Exército Brasileiro, e integra o Sistema de Segurança Pública e Defesa Social do Brasil, sendo seus integrantes denominados militares dos estados.
O Corpo de Bombeiros Militar do Estado da Paraíba é um comando intermediário da polícia militar estadual, cuja missão consiste na execução de atividades de defesa civil, prevenção e combate a incêndio, buscas, salvamentos e socorros públicos, no âmbito do estado da Paraíba. Assim como ocorre com os policiais militares, os integrantes do Corpo de Bombeiros também são denominados militares dos estados pela constituição federal.
A Polícia Civil do Estado da Paraíba foi criada pela lei estadual nº 4273, de setembro de 1981, tem a função de polícia judiciária e é responsável pela apuração das infrações penais, com o objetivo de promover o bem-estar e a paz social da população.

## Cultura

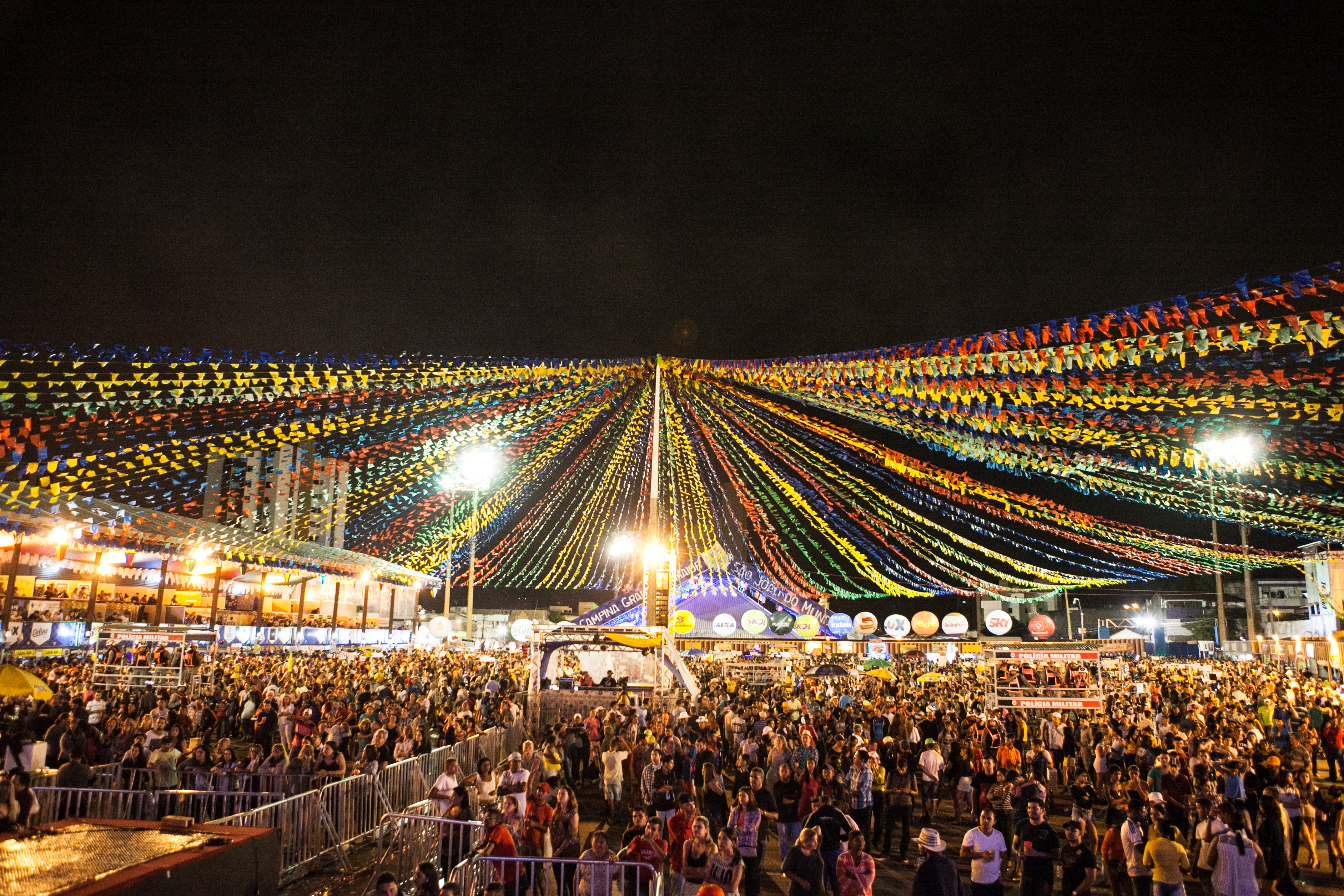
O Maior São João do Mundo, evento que acontece na cidade de Campina Grande, é um dos principais eventos da Paraíba, atraindo mais de dois milhões de pessoas durante um mês de festividades no Parque do Povo.

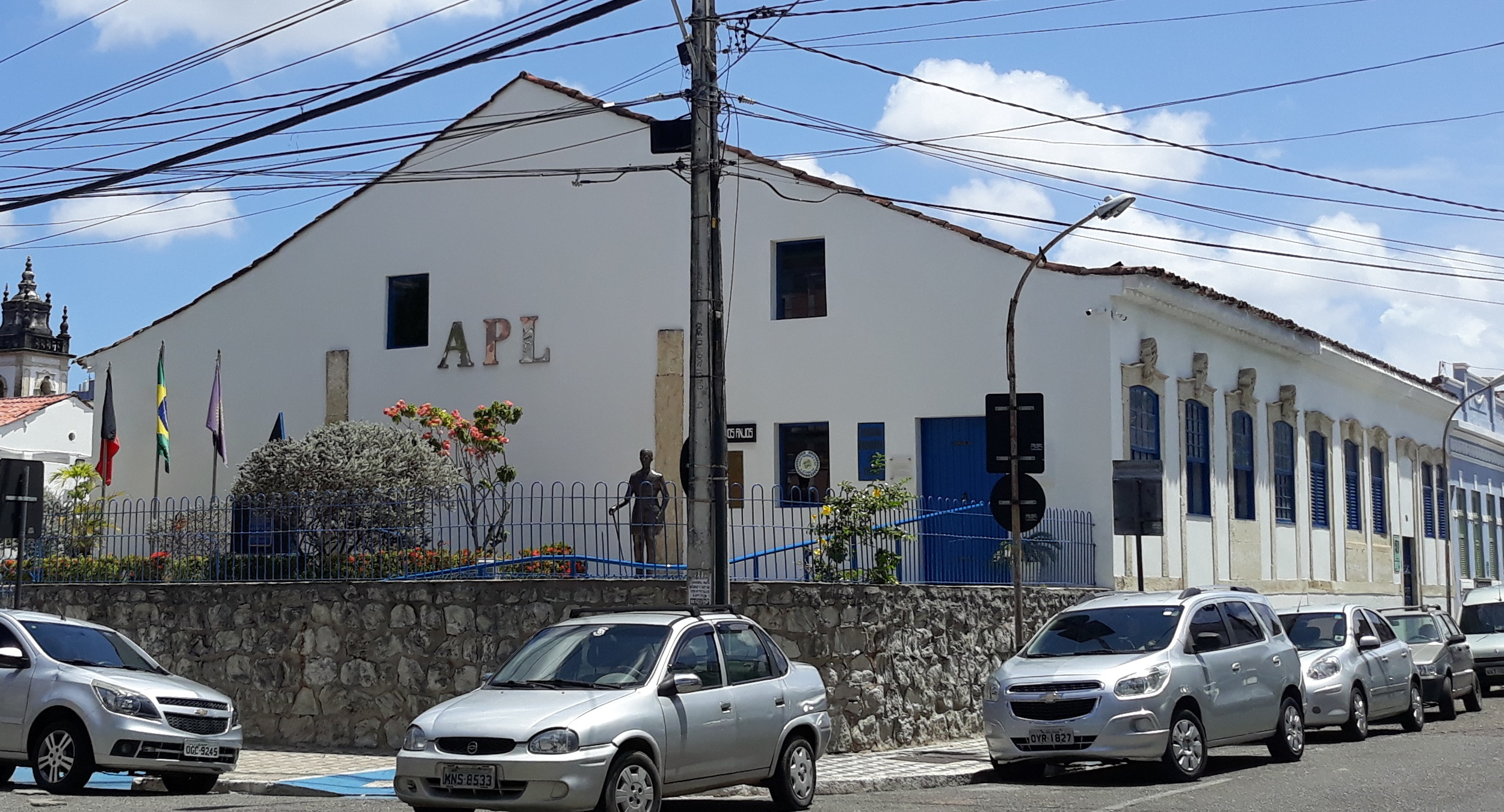
Sede da Academia Paraibana de Letras (APL), em João Pessoa, na antiga residência de Augusto dos Anjos, considerado o maior poeta de literatura paraibana.

O responsável pelo setor cultural do estado da Paraíba é o Conselho Estadual de Cultura, juntamente com a Secretaria Estadual de Cultura. O conselho foi instituído pelo decreto estadual nº 32 408 de 14 de setembro de 2011, está vinculado ao gabinete do governador e tem por objetivo planejar e executar a política cultural do estado por meio da elaboração de programas, projetos e atividades que visem ao desenvolvimento cultural, além de defender a conservação do patrimônio artístico, cultural e histórico da Paraíba.
Em todos os municípios da Paraíba ocorre uma diversa quantidade de eventos, sendo os mais importantes: na capital, a festa da padroeira Nossa Senhora das Neves e de Nossa Senhora da Penha; em Campina Grande, O Maior São João do Mundo, já mencionado; em Guarabira, a festa da Luz; em Pombal e Santa Luzia, a festa do Rosário e, em Patos, a Festa de Nossa Senhora da Guia, além de O Melhor São João do Mundo. Entre as danças mais praticadas encontram-se: bumba-meu-boi, coco-de-roda, ciranda, nau-catarineta, pastoril e xaxado, muito populares durante todo o ano, sendo algumas principalmente durante o carnaval e o mês de junho, durante o período das festas juninas. Dentre os folguedos, estão a barca, a cavalhada, os cocos e as lapinhas.
A literatura paraibana tem dado grandes contribuições para o cenário literário brasileiro, destacando-se Augusto dos Anjos,  Ariano Suassuna, Assis Chateaubriand, Celso Furtado, Pedro Américo, José Lins do Rego, José Américo de Almeida, Félix Araújo, José Nêumanne Pinto, Moacir Japiassu, dentre muitos. Além dos escritores, também pode-se citar a literatura de cordel, gênero literário geralmente expresso em folhetos expostos ou não em barbantes, trazido pelos portugueses durante o período colonial; além da Paraíba, esse tipo de produção também é típico dos seus vizinhos Ceará, Pernambuco e Rio Grande do Norte.
A Paraíba também é terra de vários escritores, músicos e intelectuais, e de várias outras personalidades, como os políticos Aurélio Lira (presidente da Junta Militar de 1969), Epitácio Pessoa (presidente do Brasil entre 1919 e 1922 e o único brasileiro a ocupar a presidência dos três poderes da república), Humberto Lucena (que foi por duas vezes presidente do Senado Federal do Brasil) e João Pessoa Cavalcanti de Albuquerque (que foi candidato na chapa de Getúlio Vargas à presidência da república em 1930, presidente do estado da Paraíba entre 1928 a 1930, ano em que foi assassinado; atualmente, a capital paraibana, João Pessoa, leva seu nome). Outras personalidades famosas são André Vidal de Negreiros (governador colonial português e herói da Insurreição Pernambucana de 1645), Assis Chateaubriand (que foi empresário, jornalista, fundador do Museu de Arte de São Paulo, membro da Academia Brasileira de Letras e político), Cláudia Lira (atriz), Elpídio Josué de Almeida (historiador e político), Fábio Gouveia (surfista), Inácio de Sousa Rolim (conhecido como padre Rolim, foi educador, missionário e sacerdote), João Câmara Filho (pintor), Piragibe (herói da conquista da Paraíba), José Dumont (ator), Luiza Erundina (prefeita de São Paulo entre 1989 e 1993 e atualmente deputada federal pelo estado de São Paulo), Maílson da Nóbrega (ex-ministro da Fazenda do Brasil), Manuel Arruda Câmara (religioso, médico e intelectual), Marcélia Cartaxo (atriz), os irmãos Vladimir Carvalho e Walter Carvalho (cineastas) e Wills Leal (jornalista).

### Artesanato

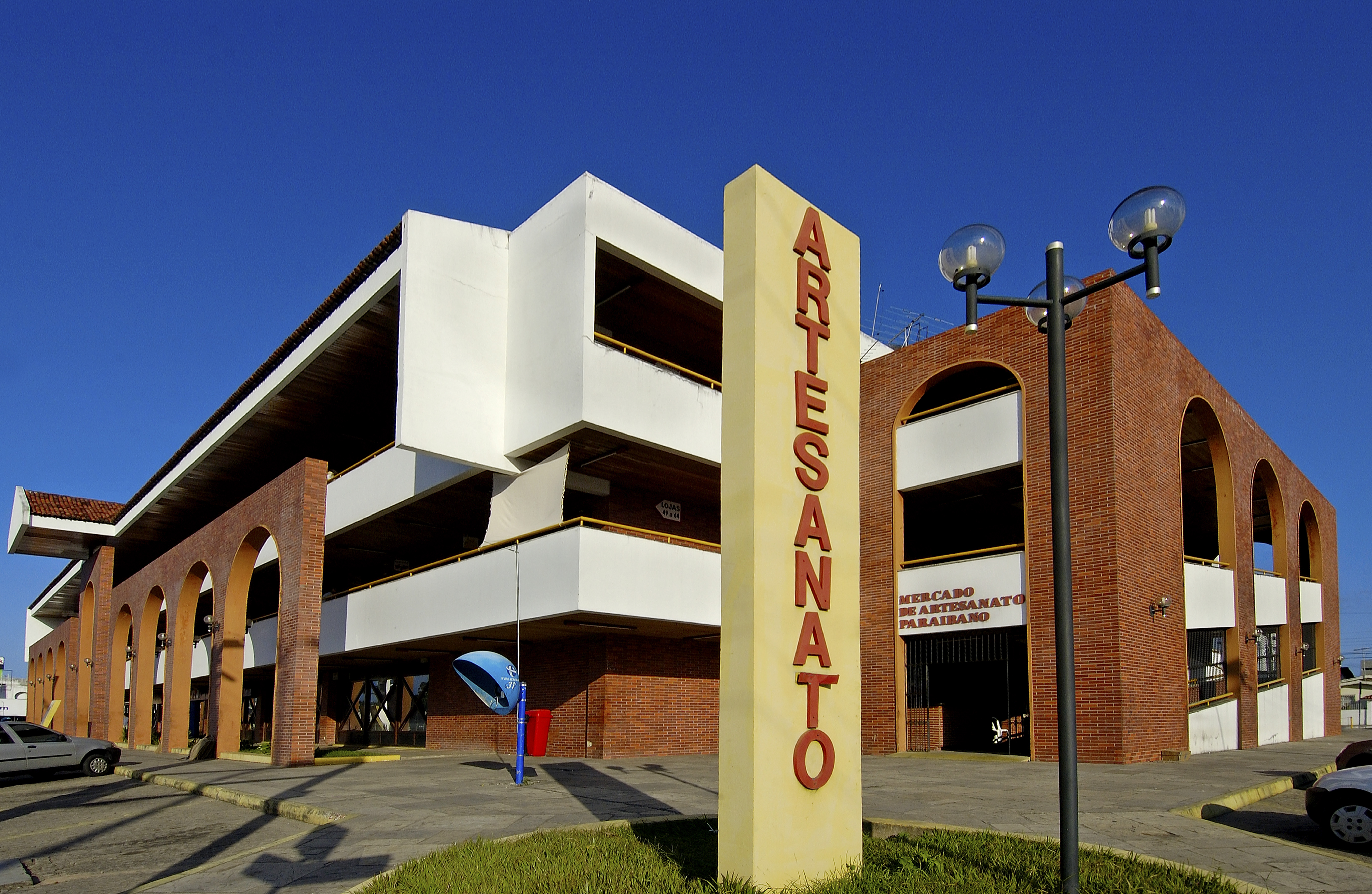
Mercado do Artesanato Paraibano, em Tambaú, João Pessoa

O artesanato é uma das formas mais espontâneas da expressão cultural paraibana. Em várias partes da Paraíba é possível encontrar uma produção artesanal diferenciada, criada de acordo com a cultura e o modo de vida local e feita com matérias-primas regionais, como os bordados, a cerâmica, o couro, o crochê, a fibra, o labirinto, a madeira, o macramê e as rendas. Alguns grupos reúnem diversos artesãos, disponibilizando espaço para confecção, exposição e venda dos produtos artesanais.
Entre os principais centros de artesanato do estado estão: o Mercado de Artesanato Paraibano, em João Pessoa, um espaço de 120 lojas com vários produtos artesanais variados, como bordados e redes, além de comidas típicas regionais; a Feira de Artesanato de Tambaú, também em João Pessoa, que possui lanchonetes, praças de alimentação e restaurantes, além de contar com diversas apresentações culturais; a Casa do Artista Popular, igualmente situada na capital, inaugurada em 2006, reunindo mais de mil peças e representações do artesanato paraibano e a Vila do Artesão, em Campina Grande, que possui 77 chalés e é bastante procurada durante o São João.
Além destes equipamentos permanentes, acontece, duas vezes ao ano, o evento Salão do Artesanato Paraibano, vinculado ao Programa de Artesanato da Paraíba do governo estadual, que conta com mais de cinco mil artesãos. Uma das edições do evento ocorre durante o verão em João Pessoa e a outra, durante o inverno em Campina Grande. Participam dos eventos milhares de artesãos e visitantes todos os anos.

### Teatros e museus

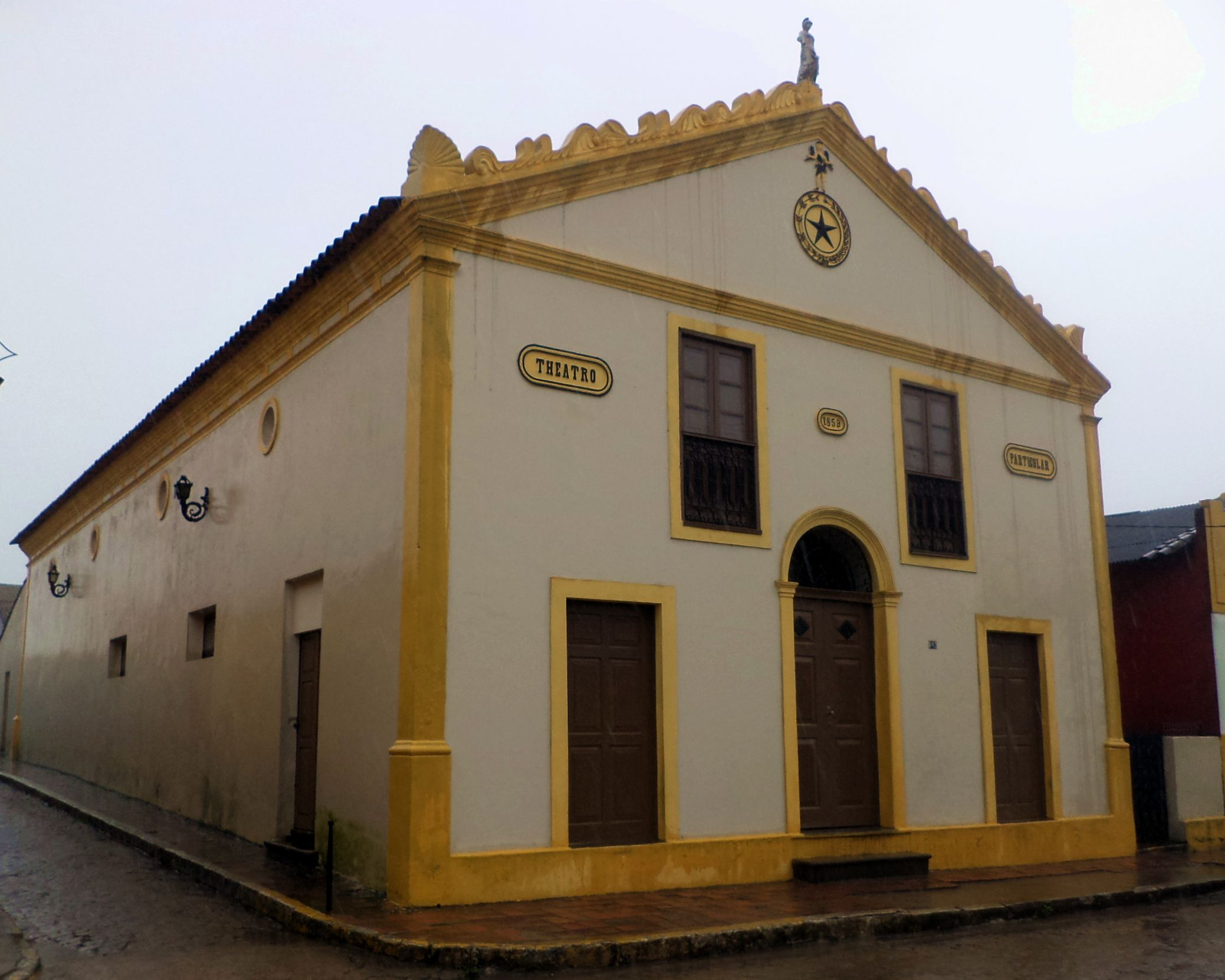
Teatro Minerva, o mais antigo da Paraíba, no centro histórico de Areia

O primeiro teatro construído na Paraíba foi o Minerva, localizado em Areia, na segunda metade do século XIX (1859). Com o decorrer dos anos, foram surgindo novos espaços teatrais que foram ganhando importância, como o Teatro Santa Rosa, no Centro Histórico de João Pessoa, hoje o mais importante do estado. O teatro mais recentemente entregue é o Teatro Pedra do Reino, no Centro de Convenções da capital. Outros espaços teatrais da Paraíba são o teatro Santa Inês (em Alagoa Grande); teatro Santa Catarina (Cabedelo); teatro Íracles Pires (Cajazeiras); Espaço Paulo Pontes e teatros Elba Ramalho, Rosil Cavalcanti e Severino Cabral (Campina Grande); teatros de Arena, Ariano Suassuna, Cilaio Ribeiro, Ednaldo Egypto, Lampião, Lima Penante, Paulo Pontes, Piollin e da SESI, além do Cine Teatro Banguê (em João Pessoa); teatro Oficina de Artes (em Santa Rita) e cine-teatro Gadelha (em Sousa).
O estado também possui vários museus, dentre os quais destacam-se o Museu da Rapadura (em Areia), Museu de Arte Assis Chateaubriand (está localizado em Campina Grande e é o mais famoso da Paraíba; foi inicialmente denominado Museu de Arte de Campina Grande em 1967, ano de sua fundação, depois Museu Regional de Arte Pedro Américo e, desde a década de 1980, o museu possui seu nome atual), o Museu Histórico e Geográfico (também em Campina Grande), o Museu da Fundação Ernani Satyro (está situado em Patos e possui arquitetura do século XIX, sendo doada posteriormente para a fundação Ernani Satyro e atualmente possui vários objetos e utensílios da antiga residência de Ernani Satyro), e o Museu Sacro (em João Pessoa).

### Culinária
A culinária da Paraíba é resultado da miscigenação entre africanos, europeus e indígenas. Buchada de bode, carne de sol preparado ao forno ou com purê de macaxeira, galinha de cabidela, lagosta ao alho e óleo, moqueca de camarão, moqueca de peixe, paçoca, panelada, peixe misturado a camarão e legumes e pernil de cabrito assado são os salgados típicos do estado, enquanto arroz doce, bolo de fubá, bolo de macaxeira, bolo de milho, canjica, cuscuz de tapioca, pamonha, pudim de macaxeira e pudim de tapioca são os principais doces. Outros pratos típicos de todas as regiões do estado são arroz de leite, arrumadinho, bode guisado, cabeça de gado, chouriço doce, lagosta, macaxeira, mungunzá, pamonha, peixes, queijo assado e tapioca.
Os pratos típicos também variam em cada região do estado. No litoral, destacam-se os frutos do mar, bem como os petiscos de beira da praia. No interior, os pratos mais consumidos no cardápio são galinha a cabidela e as carnes de bode e sol. Na região do brejo, onde estão localizadas algumas das principais marcas de bebidas alcoólicas do Brasil, a cachaça é muito popular. No sertão, o principal cardápio são o arroz vermelho, as carnes e os grãos.

### Música
A música paraibana varia em vários ritmos, como baião, ciranda, forró e xote, e destes são influenciados vários grupos musicais e artistas. Algumas das personalidades musicais nascidas na Paraíba são Abdon Felinto Milanês, Antônio Barros, Barros de Alencar, Bartô Galeno, Bastinho Calixto, Biliu de Campina, Cecéu, Chico César, Elba Ramalho, Flávio José, Genival Lacerda, Geraldo Vandré, Herbert Vianna, Jackson do Pandeiro, Lucy Alves, Parafuso, Pinto do Acordeon, Renata Arruda, Roberta Miranda, Sivuca, Zé Pacheco e Zé Ramalho. A Orquestra Sinfônica da Paraíba foi criada pelo professor Afonso Pereira da Silva em 4 de novembro de 1945 por meio de uma iniciativa da Sociedade de Cultura Musical da Paraíba e, posteriormente, por meio de uma parceira entre a Universidade Federal da Paraíba e o governo estadual.
A Paraíba e seu povo também são exaltados em canções. Alguns exemplos são o samba-exaltação "Meu Sublime Torrão" (1937) de Genival Macedo, que se tornou o Hino Popular da Cidade de João Pessoa através da Lei Municipal N. 1.601, de 16 de março de 1972, e o hino não oficial da Paraíba, o baião "Paraíba" (1950) de Humberto Teixeira e Luiz Gonzaga, o coco "Na Paraíba" (1957) de Zé do Norte, o samba "Paraíba" (1972), de Carlos Magno e João Rodrigues, o xote "Paraíba, Meu Amor" (1997) de Chico César, e o forró "Paraíba Joia Rara" (2011) de Ton Oliveira.

### Esporte
O futebol foi introduzido pela primeira vez na Paraíba no início do século XX, quando, em 1908, o estudante José Eugênio Soares trouxe da cidade do Rio de Janeiro a primeira bola de futebol, dando origem ao primeiro clube paraibano, o Club de Foot Ball Parahyba. Em 1914, foi fundada a Liga Parahyba de Foot Ball e, cinco anos depois, foi criada a Liga Desportiva Paraibana, cujo primeiro jogo ocorreu em 25 de maio de 1919, no Hypodromo Parahybano. A Federação Desportiva da Paraíba foi criada em 1941, transformando-se, seis anos depois, na atual Federação Paraibana de Futebol, entidade responsável por organizar anualmente o Campeonato Paraibano, disputado em duas divisões. Até 2015, o Botafogo, de João Pessoa, era a equipe com o maior número de títulos no campeonato estadual, com 27, seguido pelo Campinense (19 títulos) e o Treze (14), ambos de Campina Grande. Dentre os jogadores e ex-jogadores paraibanos famosos estão Mazinho (campeão da Copa do Mundo de 1994), Douglas Santos (medalha de ouro nos Jogos Olímpicos do Rio 2016), Júnior (multicampeão pelo Flamengo) e Hulk (disputou a Copa do Mundo de 2014).

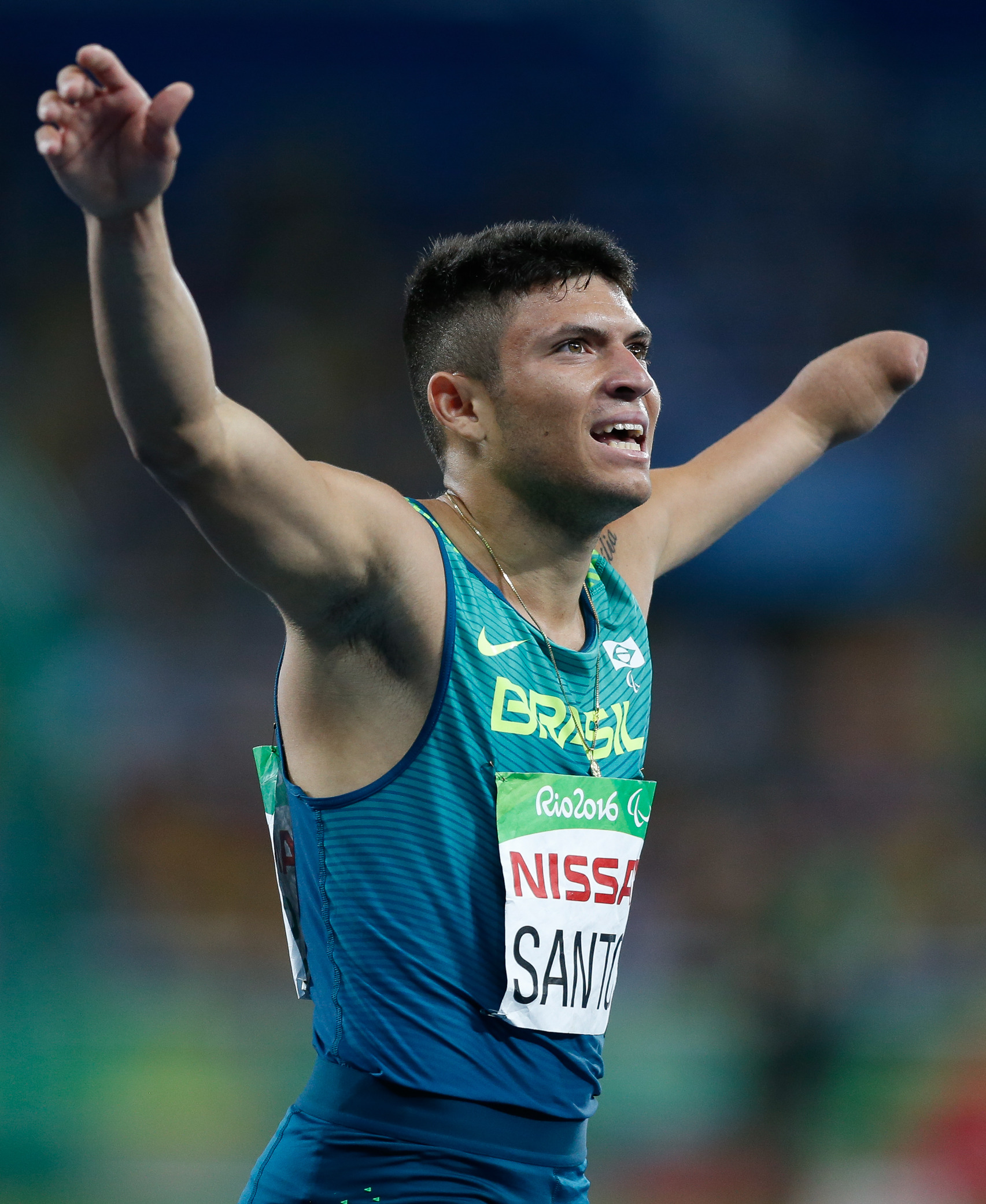
Petrúcio Ferreira, natural de São José do Brejo do Cruz, detentor de medalhas de ouro nos Jogos Paralímpicos de 2016 e 2020

A partir dos anos de 1960, natação também passou a ganhar importância com o surgimento dos clubes pessoenses Astrea e Cabo Branco e, posteriormente, ganharam atenção o polo aquático, o nado sincronizado e as maratonas aquáticas. Em 1979, a paraibana Kay France tornou-se a primeira mulher da América Latina a atravessar o Canal da Mancha, entre França e Reino Unido, na Europa. O desenvolvimento da natação na Paraíba também tornou possível a conquista de títulos nacionais ou internacionais de seus atletas, destacando-se o pessoense Kaio Márcio, especialista no nado borboleta e um dos melhores nadadores do país. Além da natação, há a prática de kitesurf e windsurf, no litoral.
Outras personalidades paraibanas no esporte são Zé Marco no vôlei de praia (medalha de prata nos Jogos Olímpicos de Sydney 2000), Edinanci Silva no judô (ouro nos Jogos Pan-Americanos de Santo Domingo 2003 e do Rio 2007), Aline "Pará" no handebol (ouro no Pan de Santo Domingo 2003 e do Pan do Rio 2007) e Ednalva "Pretinha" no atletismo (ganhou várias corridas tradicionais de 10 mil metros).
Paraibanos também são destaques nos Jogos Paraolímpicos, entre eles o velocista Petrúcio Ferreira (três ouros na Rio 2016), eleito o melhor do esporte paraolímpico em 2016, o jogador de golbol José Roberto Oliveira (prata em Londres 2012 e bronze no Rio 2016) e os medalhistas de ouro no futebol de 5 Andreonni Fabrizius (Atenas 2004 e Pequim 2008), Daniel da Silva (Londres 2012), Fábio Vasconcelos (Atenas 2004, Pequim 2008 e Londres 2012), Luan Lacerda (Rio 2016), Marcos Felipe (Atenas 2004, Pequim 2008, Londres 2012 e Rio 2016), Damião Ramos (Atenas 2004, Pequim 2008 e Rio 2016) e Severino "Bill" da Silva (Atenas 2004, Pequim 2008 e Londres 2012).

### Feriados
Existem na Paraíba dois feriados estaduais, a data magna do Estado da Paraíba, Fundação do Estado em 1585 e dia da sua padroeira Nossa Senhora das Neves,em 5 de agosto, instituído pela Lei Estadual n.º 10.601, de 16 de dezembro de 2015 e  o feriado em homenagem à memória do ex-presidente João Pessoa no dia 26 de julho, instituído pela lei Lei Estadual 3.489/67, Art. 2º.